# Rudolf Höß
Rudolf Franz Ferdinand Höß, pisownia alternatywna: Höss lub Hoess (ur. 25 listopada 1901 w Baden-Baden, zm. 16 kwietnia 1947 w Oświęcimiu) – niemiecki zbrodniarz nazistowski, SS-Obersturmbannführer, komendant niemieckiego nazistowskiego obozu koncentracyjnego Auschwitz-Birkenau w latach 1940–1943, członek NSDAP (numer legitymacji partyjnej 3240) i SS (numer ewidencyjny 193 616).
W młodości był żołnierzem szwadronu 21 Pułku Dragonów Badeńskich i brał udział w walkach pierwszej wojny światowej. W 1919 wstąpił do Korpusu Ochotniczego Gerharda Roßbacha, w walkach freikorpsu na Górnym Śląsku zwalczał III powstanie śląskie. Do NSDAP wstąpił w 1922. W 1924 został skazany na 10 lat więzienia za udział w sądzie kapturowym w Parchim i zabójstwie domniemanego szpicla Waltera Kadowa, ale na mocy amnestii z 1928 został zwolniony. Od 1929 do 1934 należał do Związku Artamanów, podtrzymującego tradycje wspólnot rolnych byłych żołnierzy korpusów ochotniczych.
20 września 1933 Höß został kandydatem do SS. Od tego czasu na stałe związał swoje życie z Schutzstaffel. Początkowo był członkiem Allgemeine (powszechnej) SS, a w 1934 przeszedł do aktywnej służby w formacjach „politycznej gotowości”. Szeregowcem został 1 kwietnia 1934, od 1 grudnia 1934 był członkiem Jednostki Strażniczej SS – SS-Totenkopfverbände. Szybko awansował w hierarchii SS, we wrześniu 1936 roku miał już stopień SS-Untersturmführera (odpowiednik podporucznika), a dwa lata później osiągnął rangę SS-Hauptsturmführera (kapitana).
Od 1934 roku był stale związany z administracją obozów koncentracyjnych. Od 1 grudnia 1934 należał do załogi obozu koncentracyjnego w Dachau, w maju 1938 objął funkcję adiutanta komendanta obozu koncentracyjnego w Sachsenhausen, a 4 maja 1940 objął stanowisko Lagerkommandanta nowotworzonego KL Auschwitz.
Zespołem obozów Auschwitz-Birkenau dowodził do 1 grudnia 1943 i stworzył tam gigantyczną machinę eksterminacji. Jak sam szacował w 1947, co najmniej 2,5 miliona ofiar rozstrzelano tam i eksterminowano przez gazowanie i spalenie, a co najmniej kolejne pół miliona zmarło z głodu i chorób. W sumie: około 3 milionów osób. Według naukowców liczba ofiar zmarłych i zamordowanych w KL Auschwitz-Birkenau była jednak niższa. Od 1 grudnia 1943 był szefem Urzędu Amtsgruppe D – Konzentrationslager I w Głównym Urzędzie Gospodarki i Administracji SS w Berlinie (SS-Wirtschafts- und Verwaltungshauptamt).
Po zakończeniu wojny Rudolf Höß ukrywał się pod fałszywym nazwiskiem, ale 11 marca 1946 został zatrzymany pod Flensburgiem przez członków 92., 93. i 318. oddziału brytyjskiej Żandarmerii Polowej. Był świadkiem na procesach zbrodniarzy wojennych w Norymberdze. 25 maja 1946 został ekstradowany do Polski.
Był sądzony przez Najwyższy Trybunał Narodowy w Warszawie. 2 kwietnia 1947 został uznany winnym zbrodni wojennych: uczestnictwa w organizacjach uznanych za zbrodnicze (SS i NSDAP), kierowania KL Auschwitz-Birkenau, szefowania garnizonowi SS w Auschwitz oraz kierowania urzędem w Głównym Urzędzie Gospodarki i Administracji SS w Berlinie, a także znęcania się nad więźniami i kierowania rabunkiem ich mienia, w tym złotych wypełnień stomatologicznych zamordowanych więźniów. Karę śmierci przez powieszenie wykonano 16 kwietnia 1947 na terenie KL Auschwitz.

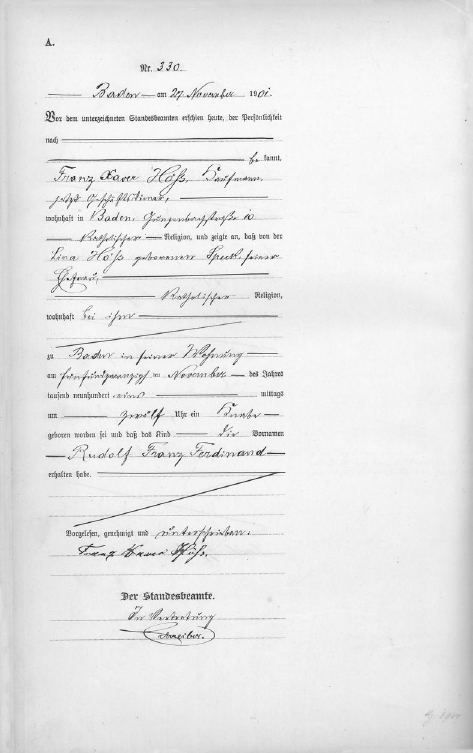
Kopia metryki urodzenia Rudofa Hößa wskazująca na datę 25 listopada 1901uwaga1

## Młodość

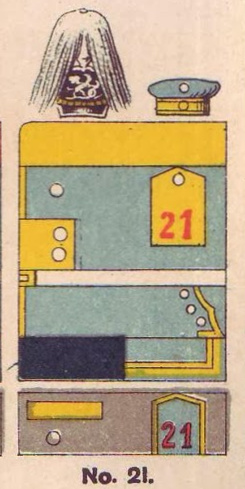
Elementy oznaczeń munduru 21 Pułku Dragonów Badeńskich

Urodził się w Baden-Baden w rodzinie katolickiej 25 listopada najprawdopodobniej 1901 (lub 1900). Ojcem był Franz Xaver Höß, a matką Paulina Speck. Franz i Paulina Höß mieli jeszcze dwie córki (urodzone w 1904 i 1906).
Franz Höß w młodości służył w 21 Pułku Dragonów Badeńskich. Z powodu ran zakończył służbę w randze majora i zajął się prowadzeniem przedsiębiorstwa handlującego kawą i herbatą, odziedziczonego przez żonę po rodzicach. Był człowiekiem uczciwym o surowych zasadach etycznych, mało towarzyskim, zamkniętym w sobie, rygorystycznym, a przez syna był oceniany jako surowy. Dzieci wychowywał według surowych zasad wojskowych. Wymagał, aby ściśle przestrzegały zaleceń, bez ich analizowania. Nie bił swoich dzieci, ale jako kary stosował praktyki religijne. Około 1904 Franz ślubował, że pierworodnego syna przeznaczy do stanu kapłańskiego, wytyczając tym samym ścieżkę życiową Rudolfa. W 1906 rodzina Hößów przeniosła się do Mannheimu, gdzie Rudolf ukończył naukę w Volksschule (szkole powszechnej) i w 1910 rozpoczął naukę w gimnazjum humanistycznym.
W wieku 12 lat nastąpiło wydarzenie, które silnie wpłynęło na młodego Hößa i spowodowało rewizję planów życiowych. Kolega, którego Rudolf przypadkowo pchnął na schodach szkolnych, spadł, w konsekwencji czego pękła mu kostka w nodze. Rudolf wyznał winę jedynie spowiednikowi, który tego samego dnia odwiedził dom Hößów, a nazajutrz ojciec zażądał od syna wyjaśnień. Wydarzenie to podważyło zaufanie młodego Rudolfa do stanu kapłańskiego. Fakt złamania tajemnicy spowiedzi wstrząsnął chłopcem, który w przyszłości przypisywał temu zdarzeniu ogromny wpływ na rozwój ścieżki życiowej.
Franz Höß zmarł w 1914, gdy Rudolf miał około 15 lat.
Rudolf Höß od młodości był zafascynowany wojskowością. Gdy po wybuchu I wojny światowej w Mannheimie utworzono lazaret, Rudolf zgłosił się jako ochotnik do pomocy w pielęgnowaniu rannych. Od tego czasu szybko dojrzewała w nim myśl o karierze wojskowej.

## Kariera wojskowa
1 sierpnia 1916 Rudolf wstąpił do zapasowego szwadronu 21 Pułku Dragonów Badeńskich, w którym wcześniej służyli jego ojciec i dziadek. Po przeszkoleniu został wysłany do Turcji na front iracki, gdzie przydzielono go do samodzielnego oddziału kawalerii „Pasza II” Korpusu Azjatyckiego. Walczył w Turcji, Mezopotamii i Palestynie i był wielokrotnie ranny. Dosłużył się stopnia feldfebla. Został odznaczony Krzyżem Żelaznym II klasy (17.02.1917), Żelaznym Półksiężycem (6.10.1917), Medalem Zasługi Wojskowej (19.12.1917) i Krzyżem Żelaznym I klasy (16.05.1918).
W 1917, gdy Rudolf Höß brał udział w walkach pierwszej wojny światowej, zmarła jego matka. Po powrocie z wojny napotkał naciski ze strony rodziny, aby spełniał wolę ojca co do planowanego stanu kapłańskiego; kiedy okazało się, że dom rodzinny został zlikwidowany, Rudolf odciął się od krewnych i uznał, że kwestia wyboru zawodu została zamknięta. Znów został żołnierzem.
1 lutego 1919 wstąpił w Królewcu do organizowanego nacjonalistycznego Wschodniopruskiego Korpusu Ochotniczego dowodzonego przez porucznika Gerharda Roßbacha (Freikorps Roßbach). Zadaniem formacji było wspieranie dążenia Niemców bałtyckich do połączenia z państwem niemieckim, a także walka z siłami rewolucyjnymi i polskimi powstańcami.
Höß uczestniczył w walkach z oddziałami komunistycznymi na Łotwie, za co został odznaczony Krzyżem Bałtyckim (4.01.1920), a później walczył w Meklemburgii. W pierwszych miesiącach 1920 oddziały Freikorpsów powróciły z krajów nadbałtyckich do Niemiec, gdzie zostały użyte do stłumienia w kwietniu 1920 roku powstania robotniczego w Zagłębiu Ruhry i zwalczania zwolenników porozumienia z Francją. Po tych wydarzeniach korpus został rozwiązany.
W maju 1921 znów brał udział w walkach freikorpsu, tym razem na Górnym Śląsku, zwalczając III powstanie śląskie. Za udział w tych walkach 9 czerwca 1921 otrzymał niemieckie odznaczenie Orzeł Śląski (Schlesischer Adler). Po zakończeniu walk korpus znów rozwiązano.
W listopadzie 1922 Höß wziął udział w spotkaniu, które w Monachium zorganizowali byli członkowie korpusu Roßbacha. Na spotkanie zaproszono Adolfa Hitlera, który wygłosił przemówienie. Po jego wysłuchaniu Höß zapisał się do NSDAP (numer legitymacji: 3240) i przyczynił się do tego, że do partii przystąpił wtedy także Martin Bormann.

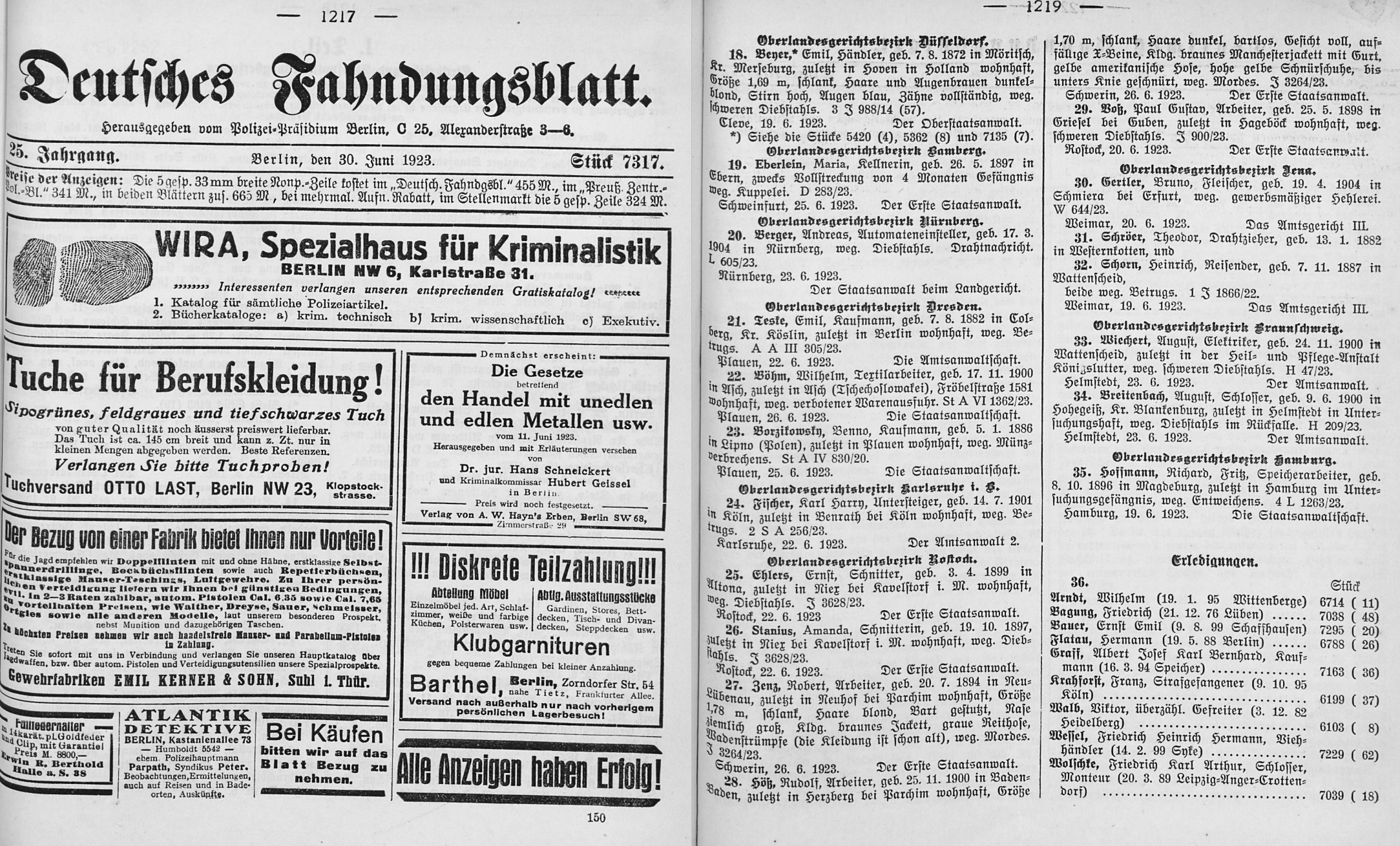
Fragment „Deutschen Fahndungsblatt” z 30 czerwca 1923 z ogłoszeniem o poszukiwaniu Rudolfa Hößa (dół pierwszej szpalty na s. 1219)

### Sąd kapturowy w Parchim

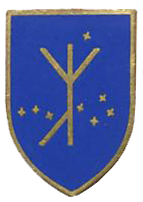
Symbol Związku Artamanów

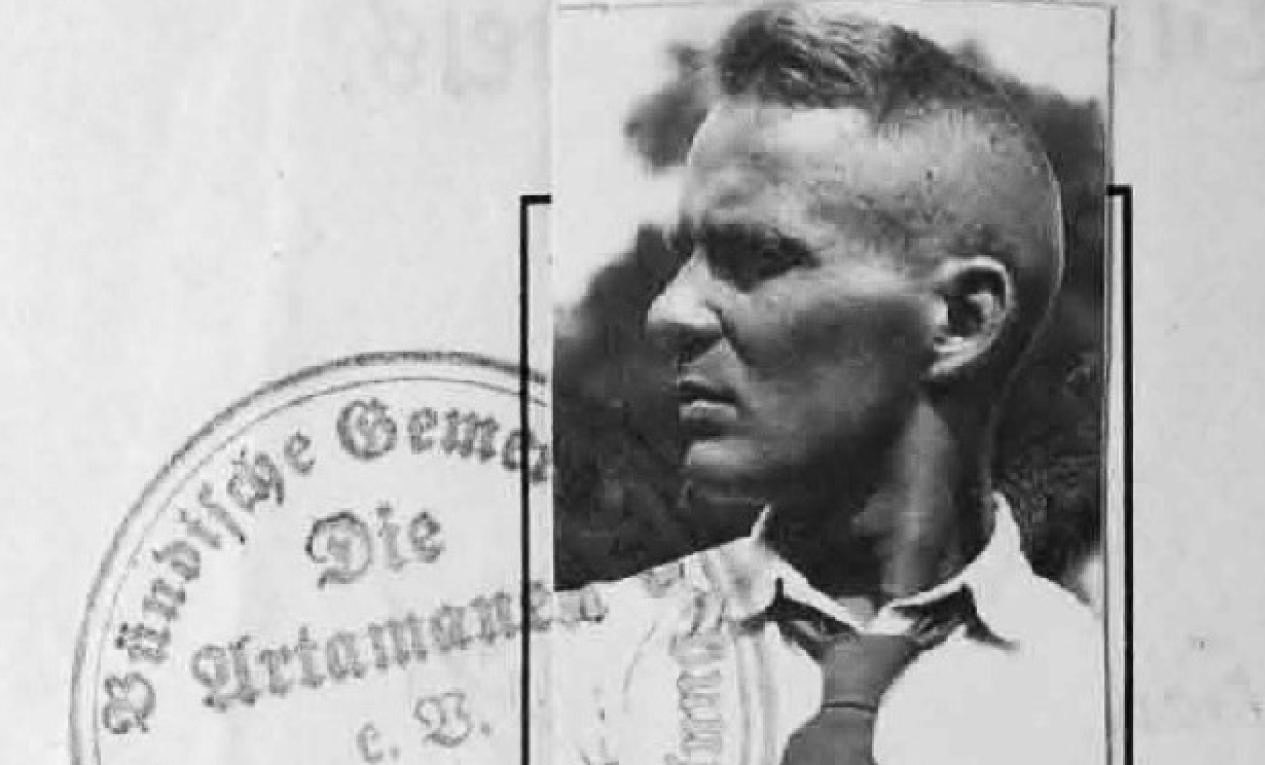
Legitymacja członkowska Rudolfa Hößa ze Związku Artamanów

Nocą z 31 maja na 1 czerwca 1923 grupa byłych żołnierzy korpusu Roßbacha zamordowała jednego z dawnych członków tego korpusu, nauczyciela szkoły ludowej Waltera Kadowa. W grupie napastników był także Rudolf Höß. Kadow był winny Bormannowi pewną sumę pieniędzy, a dawni kompani podejrzewali go o szpiegowanie na rzecz ugrupowań komunistycznych. Kadowa upito, wydobyto z jego kieszeni dokumenty i odkryto wśród nich legitymację członkowską partii komunistycznej. Plan obejmował pobicie domniemanego szpicla, ale gdy sprawcy obili go w lesie kijami i pałkami, ostatecznie podcięli mu gardło i dobili dwoma strzałami z pistoletu.
Zabójstwo wynikało z zasady ścisłej hierarchii, więzi wspólnotowej w obrębie członków korpusu i pełnego podporządkowania dowódcy. 28 czerwca 1923, po zdradzie ze strony jednego z uczestników mordu, napastników aresztowano. W autobiografii Höß utrzymywał, że – mimo iż nie był głównym sprawcą – wziął winę na siebie. Otrzymał najwyższą karę wśród sprawców. 17 marca 1924 został skazany na 10 lat więzienia za „ciężkie uszkodzenie ciała ze skutkiem śmiertelnym”. Bormann skazany w tym procesie „za pomocnictwo” został skazany na rok więzienia. Höß karę odbywał w więzieniu w Brandenburgu. Podczas odbywania kary dużo czytał. W tym czasie dowiedział się o istnieniu Związku Artamanów (Artamannenbund), który podtrzymywał tradycje wspólnot rolnych byłych żołnierzy korpusów ochotniczych.
W lipcu 1928 Höß (na podstawie ustawy amnestyjnej z 14 lipca) został przedterminowo zwolniony z więzienia.

## Związek Artamanów
Po opuszczeniu więzienia odrzucił porady wyjazdu za granicę („Chciałem pozostać w Niemczech i tutaj pomagać w odbudowie […] Chciałem osiedlić się na roli”) i nawiązał kontakt ze Związkiem Artamanów. Celem tej organizacji było dążenie do wyparcia polskich sezonowych robotników rolnych, którzy zdaniem jej członków zagrażali swą sezonową, tanią pracą niemieckim chłopom na tym terenie. Organizacja zrzeszała Landdienstgruppen („grupy służby na roli”), których członkowie byli osadnikami o przekonaniach nacjonalistycznych. Jednym z inspiratorów powstania (1924) i przywódców był Heinrich Himmler. Związek popierał aktywnie koncepcję „osadnictwa na wschodzie”, związaną z ideą odzyskiwania terenów utraconych w 1918 na rzecz odrodzonej Polski. Höß zgłosił chęć formalnego przystąpienia do związku zimą 1928/29. 1 marca 1929 otrzymał legitymację związkową i rozpoczął pracę na roli na terenie Brandenburgii. Później przeniósł się na Pomorze, gdzie poznał swoją przyszłą żonę Hedwig Hensel, która przystąpiła do organizacji „opanowana takimi samymi ideałami”.
Już 28 czerwca 1929 Höß został ustanowiony dowódcą (Führerem) pracującej w jednym majątku 40-osobowej grupy. Związek pielęgnował kult germański. Programy zgromadzeń zawierały widowiskowy ryt poświęcania ognia i miecza. Od 1927 związek miał swój „urząd do spraw rasoznawstwa” i opracowane kryteria wykazywania aryjskiego pochodzenia. Idea wewnętrznego osadnictwa miała być realizowana poprzez pracę i projekty kolonizacji wewnętrznej, ale na obszarach położonych przy granicy z Polską projekty miały charakter militarny. Także ta idea łączyła Artamanów z założeniami narodowych socjalistów, domagających się zwiększania niemieckiej przestrzeni życiowej. Höß „o zdobyciu siłą rozległych terenów na wschodzie” usłyszał (jak twierdził – po raz pierwszy) na zjeździe Artamanów w 1930, gdzie podczas obrad przemawiał Himmler.
W grudniu 1929 doszło do rozłamu w organizacji. Większość członków związku należała do Narodowosocjalistycznej Niemieckiej Partii Robotników (NSDAP), ale część z nich – nastawiona sceptycznie do czytelnych prób podporządkowania organizacji partii – postanowiła utworzyć odrębną grupę o nazwie „Die Artamannen, Bündische Gemeinden für Landarbeit und Siedlung Artamani” („Artamani, wspólnoty rolnicze i osadnicze”). Od 1 stycznia 1930 Höß pełnił w tej nowej organizacji funkcję dowódcy. Kolejne rozłamy i kłopoty natury finansowej spowodowały upadek ruchu. Część grup została zmuszona do włączenia się do hitlerowskiej organizacji młodzieży wiejskiej Hitler-Landjugend, a pozostałe struktury uległy rozwiązaniu.

## Rodzina
Rudolf Höß i Hedwig Hensel pobrali się 17 sierpnia 1929. Po latach Höß wspominał: „Nasze poglądy na życie były zgodne we wszystkich dziedzinach. Uzupełnialiśmy się pod każdym względem”. Na przestrzeni lat Hößowie doczekali się pięciorga dzieci (imiona i daty urodzin według kart żywnościowych SS): syn Klaus-Berndt ur. 6.02.1930, córki: Ingebritte 18.08.1933 i Heidetraut 9.04.1934, syn Hans-Jürgen [Burling] 1.05.1937 i najmłodsza córka – urodzona 7.11.1943 w Auschwitz – Annegret.
Rudolf i Hedwig mieli różne charaktery. Rudolf był milczący i opanowany, Hedwig – ciekawska i gadatliwa. W sprawach domowych decydowała Hedwig. Małżonkowie nie w pełni się rozumieli, ale łączył ich identyczny światopogląd i w najważniejszych sprawach zgadzali się z sobą. Hedwig znała przekonania męża, akceptowała jego zajęcie i tak jak on nienawidziła Żydów i Polaków. Była z niego dumna.
W stosunku do swoich dzieci Höß był bardzo czuły i troskliwy. Pomoc domowa z ich willi w Auschwitz opowiadała po wojnie: „Höss w domu był ideałem. Dzieci kochał. W ich pokoju lubił kłaść się z nimi na kanapie. Całował je, pieścił i pięknie do nich przemawiał. Za progiem domu całkowicie się odmieniał”. Dzieci Hößów były wychowywane ściśle według zasad ideologii nazistowskiej. Podczas urodzin i innych świąt rodzinnych „palono specjalnie na ten cel przeznaczone świece, tzw. Lebenlichter – świece życia, przysyłane przez Hitlera”. Pracownicy Hößów wspominali, że najstarszy syn, Klaus, przejawiał oznaki sadyzmu. Należał do Hitlerjugend. Bił zwierzęta w stajni, okładał pejczem więźniów, których spotykał na konnej przejażdżce. Z lubością wjeżdżał w grupę więźniów lub strzelał do nich z wiatrówki, z procy lub nawet z rewolweru.
Biografowie wspominają, że w związku Hößów dochodziło do scysji i wskazują, że w 1942, w okresie pracy w Auschwitz, Rudolf Höß miał prawdopodobnie romans z więźniarką, Austriaczką Eleonorą Mattaliano-Hodys. Ogrodnik zajmujący się tam ogrodem przy willi Hößów, Stanisław Dubiel, relacjonował, że „Höss […] spotkał jakąś kobietę czy kochankę, dość na tym, że ta dostała się do domu Hössa, była w obecności żony i dochodziło na tym punkcie do scysji”. W porównaniu z innymi pracującymi w willi więźniarkami Mattaliano-Hodys miała uprzywilejowaną pozycję. Dysponowała osobnym pokojem, wyposażonym według jej uznania. Hedwig wykorzystała dłuższą nieobecność męża i usunęła Hodys z domu. W październiku 1942 trafiła do aresztu dla SS-manów zlokalizowanego w piwnicy budynku komendantury, gdzie była odwiedzana przez komendanta. Konsekwencją wizyt miała być ciąża Hodys. Kwestia domniemanego ojcostwa nie była jasna. Niedługo później ciąża Eleonory Mattaliano-Hodys miała zostać usunięta w obozie kobiecym w Brzezince, a ona sama została przeniesiona do obozu Dachau. Stała się atutem w walce między członkami SS o władzę, bowiem zbliżenia SS-manów z więźniami były surowo zakazane. W 1944 Hodys była w tej sprawie przesłuchiwana w Dachau przed sądem SS. Ostatecznie do rozprawy przeciwko Hößowi nie doszło.

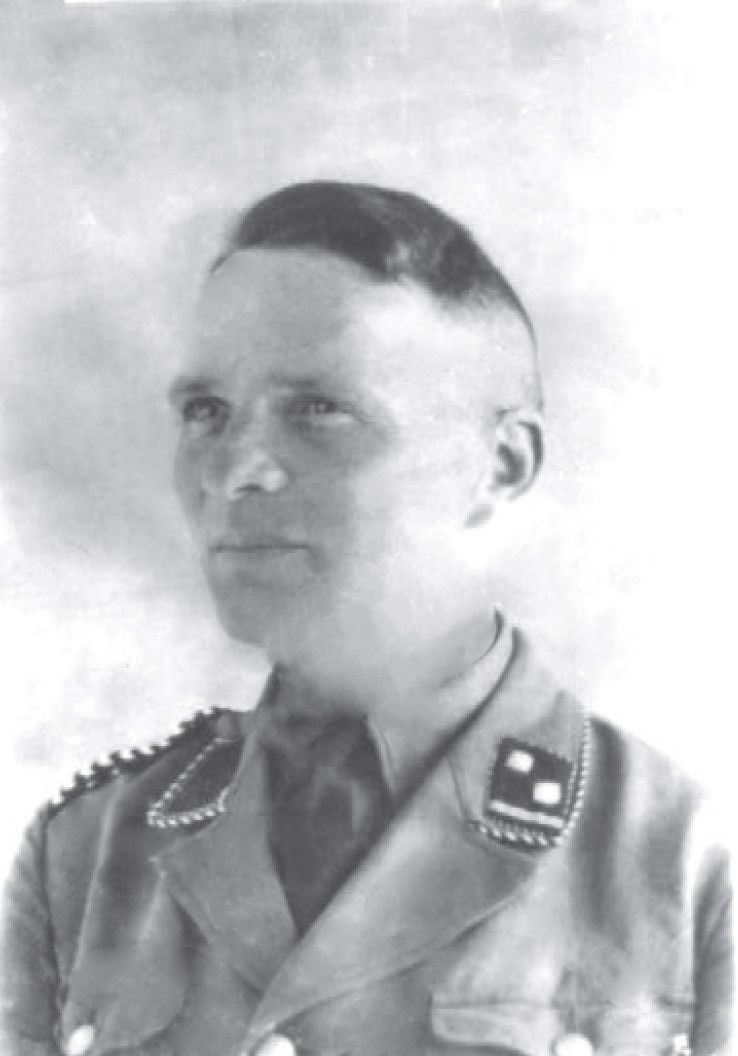
Rudolf Höß w mundurze z dystynkcjami SS-Hauptscharführera (odpowiednik sierżanta sztabowego). Zdjęcie wykonano więc między marcem a wrześniem 1936 (od 13 września 1936 był już młodszym oficerem w stopniu SS-Untersturmführera/porucznika).

## Schutzstaffel
Ideologicznym spadkobiercą Związku Artamanów było SS (Schutzstaffel). 20 września 1933 Rudolf Höß został kandydatem do SS, choć jeszcze w 1934 był przewodniczącym rady związkowej u Artamanów (pełnił tę funkcję co najmniej od 1931). Członkiem powszechnej SS (Allgemeine SS) Höß został 1 kwietnia 1934 (I. Baxrer podaje że 20 września 1933). W ramach Allgemeine SS organizował oddział jeździecki.
Po pokazie w Szczecinie, w trakcie którego defilował konno na czele zorganizowanej grupy przed szefem SS – Heinrichem Himmlerem, został wezwany na spotkanie z nim. W trakcie rozmowy otrzymał propozycję przejścia z powszechnej SS do aktywnej służby w formacjach „politycznej gotowości” (późniejszych oddziałach bojowych SS-Verfügungstruppe i oddziałach wartowniczych obozów koncentracyjnych SS-Totenkopfverbände).
Po naradzie z żoną Höß przyjął propozycję aktywnej służby w SS, która okazała się przełomowa. Zakończyła okres życia związany ze spokojną pracą na roli, z rodziną, w której pojawiło się już troje dzieci, by rozpocząć służbę w obozach koncentracyjnych. Hößa pociągała perspektywa powrotu do żołnierskiego stylu życia. Miał też nadzieję na korzyści finansowe i szybki awans. Początkowo został przydzielony do 2 batalionu 5 pułku SS, po czym, w czerwcu 1934 został przeniesiony do 10 batalionu 9 pułku Allgemeine SS. Od 1 grudnia 1934 został członkiem Jednostki Strażniczej SS, tzw. SS-Totenkopfverbände w stopniu Unterscharführera.

### SS-Totenkopfverbände

#### Konzentrationslager Dachau
W pierwszym okresie służby w SS-Totenkopfverbände Höß został przydzielony do załogi obozu koncentracyjnego w Dachau, w którym był początkowo rekrutem, a potem instruktorem. Tam uczył się sposobów obchodzenia się z więźniami, zasad ich pilnowania i karania, użycia broni, a także słuchał wykładów o „wrogach narodu”. Poznawał zasady postępowania z więźniami politycznymi, Żydami, emigrantami, homoseksualistami, badaczami Pisma św. i więźniami aspołecznymi. Poznawał „czynniki, które najgorzej i najsilniej oddziaływały na psychikę więźniów”. Sukcesywnie poznawał różnice między życiem więźnia, którym sam był przez 6 lat, a życiem uwięzionych w obozie koncentracyjnym. W spisanej po wojnie autobiografii utrzymywał, że wewnętrznie nie zgadzał się z panującymi w obozie zasadami i przeżywał liczne rozterki.
Po 6 miesiącach został przeniesiony na stanowisko Kompanieführera (tak w owym okresie nazywano Blockführera) i dowodził kompanią złożoną z 270 osób. W Dachau Höß pełnił służbę na różnych stanowiskach w oddziale wartowniczym, a później także w zarządzie obozu. 22 czerwca 1936 w obozie zebrał się „korpus dowódców”, w czasie którego pozytywnie zaopiniowano awans Hössa do stopnia SS-Sturmführera. 13 września 1936 awansował (ponownie) do stopnia Untersturmführera.

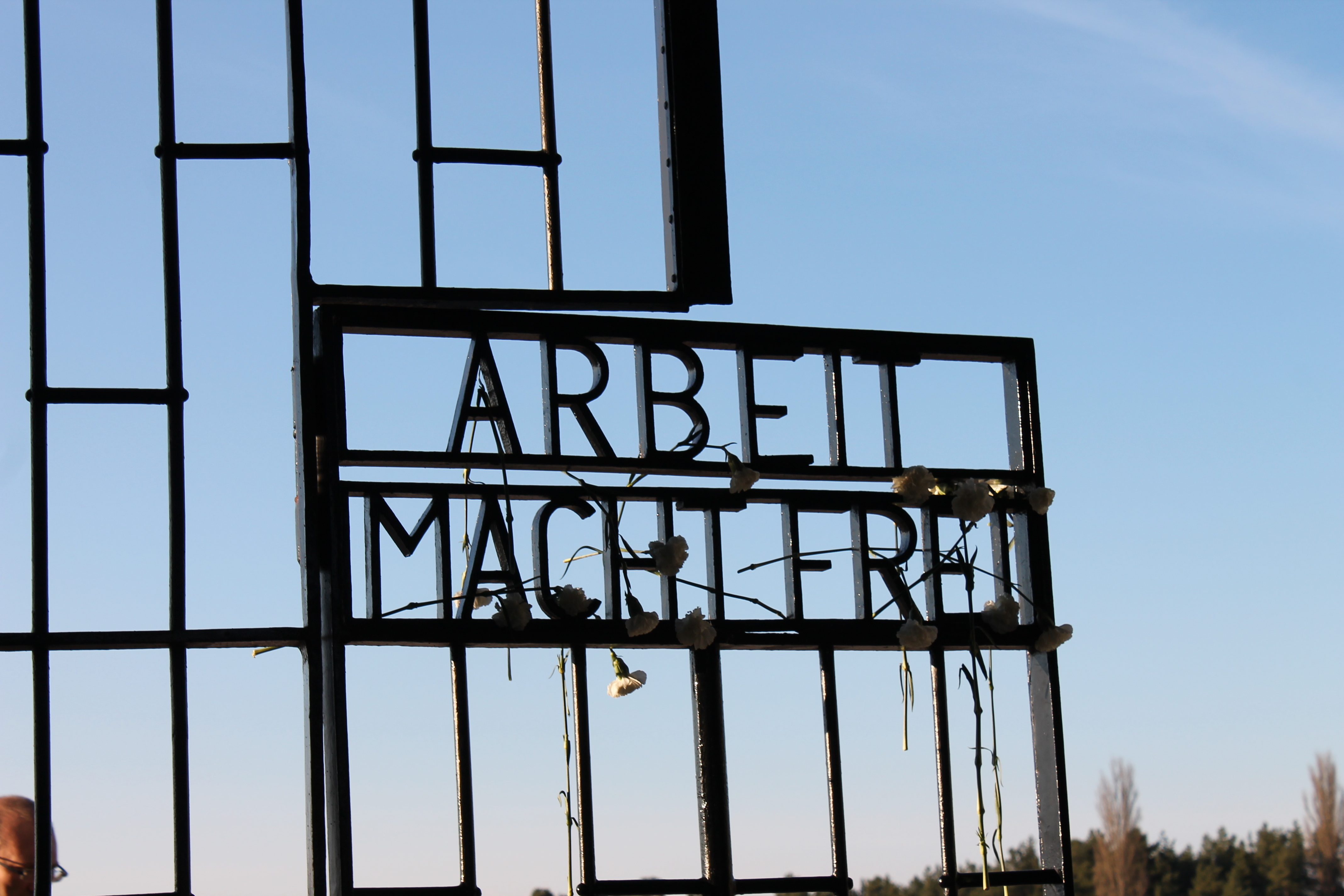
Napis Arbeit macht frei na bramie obozu koncentracyjnego w Sachsenhausen

#### Konzentrationslager Sachsenhausen

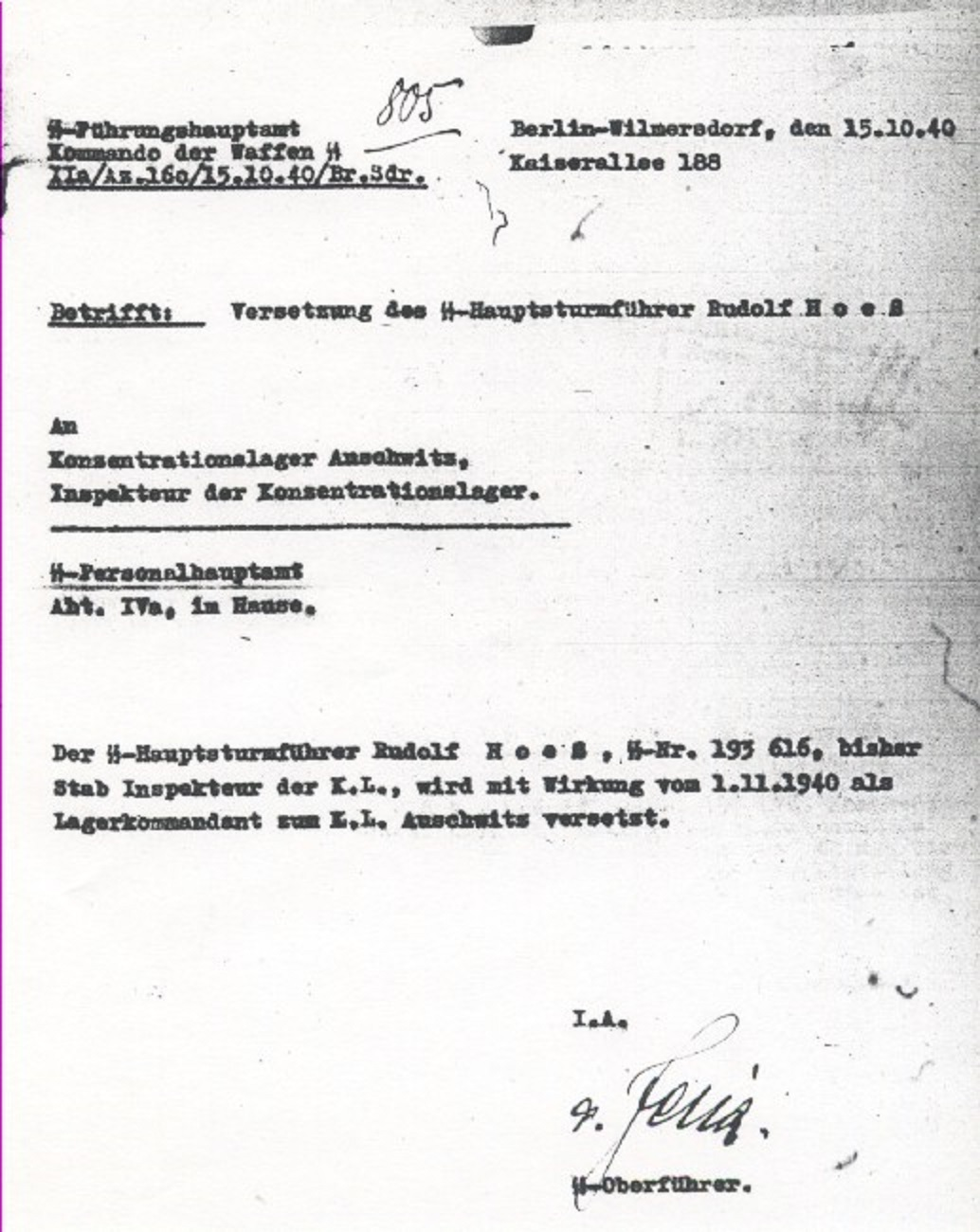
Rozkaz mianowania Rudolf Hößna na komendanta KL Auschwitz

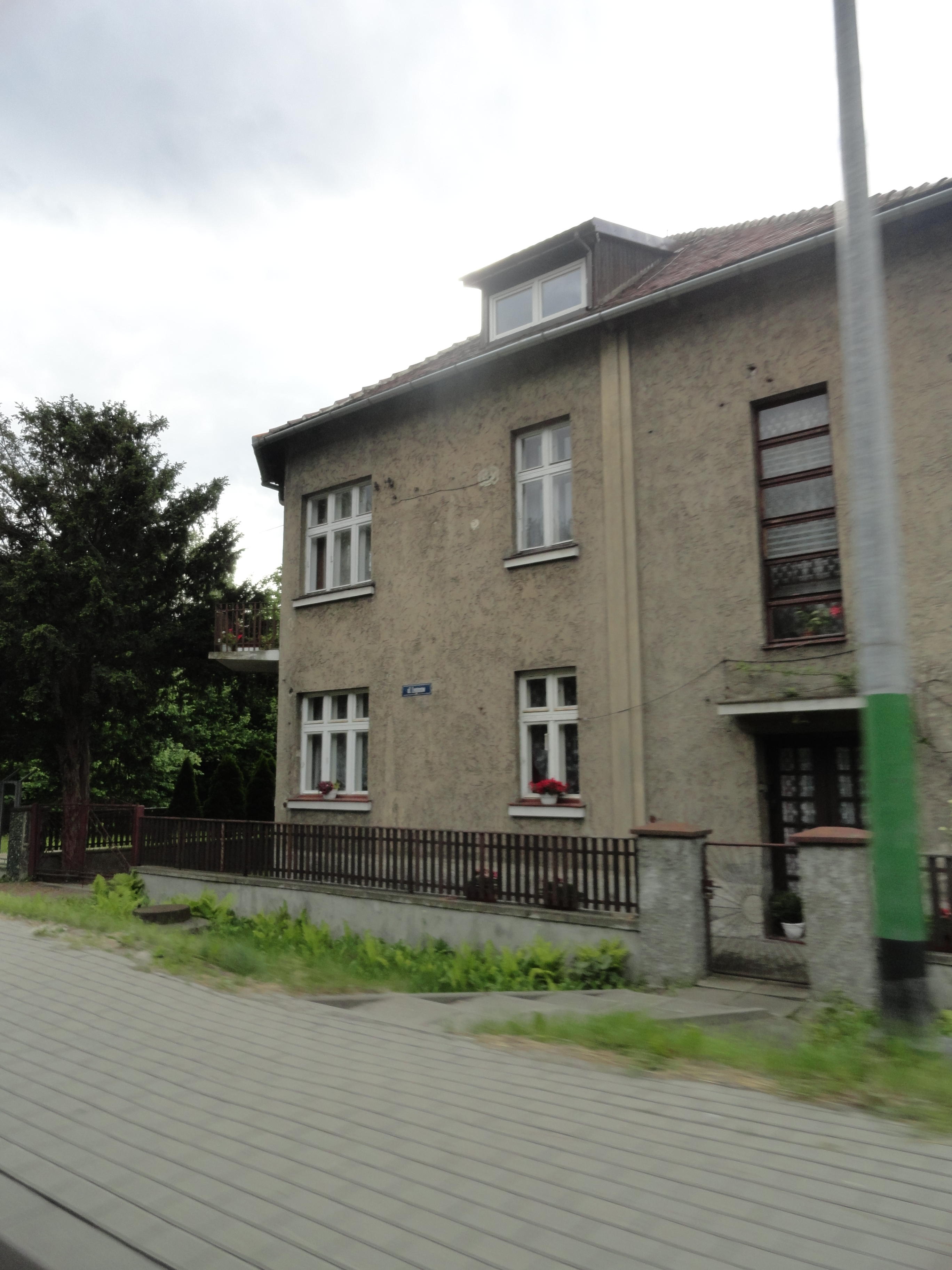
Willa przy komendanturze KL Auschwitz, którą w latach 1940–1943 zajmowała rodzina Rudolfa Hößa

W maju 1938 objął funkcję adiutanta komendanta obozu koncentracyjnego w Sachsenhausen. Pełniąc tę funkcję awansował (koło Bożego Narodzenia 1939) na stanowisko Schutzhaftlagerführera, a później otrzymał awans do stopnia Hauptsturmführera. W KL Sachsenhausen Höß pracował do 1940.
Wraz z początkiem II wojny światowej nastała zmiana w funkcjonowaniu obozów koncentracyjnych. Już pierwszego dnia wojny Inspektor obozów koncentracyjnych Gruppenführer Theodor Eicke wygłosił przemówienie do dowódców jednostek zapasowych, które zastąpiły w obozach jednostki czynne SS. Wyjaśnił, że obowiązkiem każdego członka SS jest całkowite poświęcenie dla sprawy i że każdy rozkaz, nawet najtrudniejszy musi być bezwzględnie wykonany. Tego samego dnia w KL Sachsenhausen wykonano pierwszą wojenną egzekucję na komuniście zatrudnionym w Junkers Flugzeug- und Motorenwerke, który został skazany za odmowę pracy w ramach obrony przeciwlotniczej. Obowiązek wykonania egzekucji spoczywał na szefie sztabu komendantury, którym – jako adiutant – był Rudolf Höß. Wyznaczył trzech SS-manów, którzy oddali strzały. Skazańca dobił osobiście. Wkrótce nastąpiły kolejne egzekucje. Niektóre z nich ze szczegółami opisał w swojej autobiografii.

#### KL Auschwitz
W 1940 powierzono Hößowi zaopiniowanie, czy wstępnie wybrana lokalizacja planowanego nowego obozu koncentracyjnego w Oświęcimiu będzie odpowiednim miejscem. Po wydaniu pozytywnej opinii został mianowany komendantem przyszłego KL Auschwitz. Do Oświęcimia przyjechał 30 kwietnia (lub 18 kwietnia), aby rozpocząć prace przygotowawcze do przyjęcia pierwszych więźniów. Objąwszy stanowisko Lagerkommandanta 4 maja, z sumiennością i gorliwością przystąpił do tworzenia „wzorowego obozu koncentracyjnego”.
Początkowo oświęcimski obóz był planowany jako przejściowy obóz dla 10 tysięcy osób, jednak plan coraz bardziej rozszerzano. Wkrótce ewakuowano mieszkańców sąsiednich miejscowości (Babice, Broszkowice, Brzezinka, Budy, Harmęże, Pławy, Rajsko), by na terenie o powierzchni 40 km² utworzyć odrębny okręg administracyjny, określany jako „strefa interesów obozu Auschwitz”. Höß działał dynamicznie, cały czas nastawiony na maksymalnie sprawne wykonywanie otrzymanych odgórnie poleceń. W realizacji tych planów Höß miał do dyspozycji cały garnizon SS w Auschwitz, który w czerwcu 1943 liczył 2 tysiące SS-manów. Höß, jako komendant obozu, był równocześnie dowódcą garnizonu. W drugiej połowie lipca 1940 nad bramą wiodącą do obozu zainstalowano napis „Arbeit macht frei”. Frazę tę Höß zapamiętał z obozu w Dachau.
Największą wagę Höß przywiązywał do przygotowania budynku mieszkalnego, do którego miał się wprowadzić z rodziną. Z domu wysiedlono rodzinę byłego sierżanta wojska polskiego o nazwisku Soja. Piętrowy budynek zlokalizowany w północno-wschodnim narożniku obozu, nazywany powszechnie w obozie „willą Hößa”, był latem 1940 wyremontowany wewnątrz i wymagał tylko malowania elewacji. W latach 1940–1941 utworzono w budynku łazienki i zainstalowano centralne ogrzewanie. Do ozdobienia wnętrz użyto dzieł sztuki, prawdopodobnie pochodzących z wysiedlonych i zburzonych w okolicy domów. Do doboru odpowiednich dzieł Höß wyznaczył więźnia Mieczysława Kościelniaka, znanego polskiego plastyka. Usytuowany z boku willi ogród był porośnięty drzewami i krzewami posadzonymi przez poprzednich użytkowników. Ogród, zlokalizowany w odległości nieco ponad 100 m od komina najbliższego krematorium, uporządkowany do wiosny 1942, stanowił miejsce zabaw i wypoczynku dzieci Hößów. Dom wraz z ogrodem został odgrodzony od obozu płotem z drutu kolczastego. Gdy w listopadzie ogrodzenie obozu zastąpiono 3-metrowym betonowym murem, taką przegrodę wzniesiono również między domem i ogrodem a samym obozem.
Latem 1941 w obozie rozpoczęły się masowe egzekucje przez gazowanie. Trwały do jesieni 1944, a Höß nadzorował je osobiście do końca swojej służby w Auschwitz, czyli do 1 grudnia 1943. W czerwcu 1941 Höß otrzymał rozkaz utworzenia w Auschwitz obiektów zagłady. Podczas składania zeznań w Norymberdze błędnie określał, jakoby w tym czasie funkcjonowały już inne obozy zagłady (obóz zagłady w Treblince, obóz zagłady w Bełżcu) i że je odwiedził, by zdobywać doświadczenie i wprowadzać w Auschwitz „ulepszenia”. Jednym z takich – wprowadzonych później – „ulepszeń” w stosunku do obozu w Treblince, było zbudowanie komór gazowych zdolnych pomieścić jednocześnie po 2 tysiące osób, „podczas gdy w Treblince 10 komór gazowych mogło pomieścić tylko 200 osób każda”.
W ramach „ulepszeń” jesienią 1941 dokonano w Auschwitz pierwszych prób zabijania grup więźniów przy zastosowaniu cyklonu B, a na początku 1942 rozpoczęto tam masową akcję eksterminacji ludności żydowskiej. 25 lipca 1949, podczas rozprawy apelacyjnej sprawy karnej przeciwko dr. Gerhardowi Petersowi, jego pełnomocnik Drost złożył wyjaśnienie, że z niemal 24,4 ton cyklonu B dostarczonego do Auschwitz 21,6 tony pochodziło z produkcji Testy (Tesch & Stabenow), przy czym łączna wysyłka cyklonu B z Testy do różnych obozów w latach 1942–1944 obejmowała 66 ton tego insektycydu.
Jak oceniał Höß w zeznaniu złożonym w Norymberdze przed brytyjskimi oficerami, w czasie, gdy kierował Auschwitz, rozstrzelano i eksterminowano tam przez gazowanie i spalenie co najmniej 2,5 miliona ofiar, a co najmniej pół miliona zmarło z głodu i chorób. Ocenił, że „wśród rozstrzelanych i spalonych znalazło się około 20 000 rosyjskich jeńców wojennych […], którzy zostali przywiezieni do Auschwitz w transportach Wehrmachtu obsługiwanych przez zwykłych oficerów i żołnierzy Wehrmachtu. Pozostała część ogólnej liczby ofiar obejmowała około 100 000 niemieckich Żydów i dużą liczbę obywateli (głównie Żydów) z Holandii, Francji, Belgii, Polski, Węgier, Czechosłowacji, Grecji i innych krajów”. Latem 1944 w obozie zagazowano około 400 tysięcy węgierskich Żydów. Najnowsze ustalenia historyków wskazują jednak, iż liczba ofiar wskazywana przez Hößa była znacznie zawyżona.
W spisanej w więzieniu autobiografii Höß twierdził, że dla samych więźniów nie miał już czasu. Twierdził, że starał się zorganizować podległy mu obóz koncentracyjny jak najlepiej i że nie wiedział o tragicznych warunkach życia więźniów. Utrzymywał, że podwładni nie o wszystkim go informowali i wręcz ukrywali przed nim wydarzenia w obozie, a on nie był w stanie wszystkiego osobiście dopilnować. Pisał: „Musiałem więźniów całkowicie pozostawić takim pod każdym względem negatywnym typom jak Fritzsch, Meier, Seidler, Palitzsch, mimo iż zdawałem sobie sprawę, że nie urządzą oni obozu zgodnie z moją wolą i zamiarami”. Zdaniem Hößa był jedyną osobą, której zależało na tym, aby więźniom w obozie zapewnić jak najlepsze warunki.
Podczas powojennego procesu Hößa więzień Jan Krokowski (numer obozowy 226) zeznał: „Höss brał udział we wszystkich akcjach niszczenia ludzi w obozie oświęcimskim […] osobiście doglądał pracy więźniów i wytykał im opieszałość, co dla tych, na których zwrócił on uwagę, było równoznaczne z wyrokiem śmierci, gdyż takich po jego odjeździe zabijali kapowie”. Stefan Wolny, tapicer w obozowym magazynie odzieżowym: „Höss na bicie więźniów nie reagował, udawał, że tego nie widzi, bardzo często uśmiechał się i odwracał w inną stronę”. Inny więzień wspominał, że „osobisty stosunek Rudolfa Hössa, to był poprawny o tyle, iż sam nigdy więźniów nie bił, nie znęcał się nad nimi, a jedynie szyderczo uśmiechał”. Więzień o nazwisku Dybus zeznał: „Höss sam osobiście nie bił więźniów, lecz […] starał się znaleźć jakiś pretekst do pobicia i zmaltretowania spotkanego więźnia, do czego pobudzał towarzyszącego mu SS-mana”. Najprawdopodobniej taka postawa wynikała z pogardy, jaką żywił do więźniów, w związku z czym nie chciał się zniżać do osobistego obcowania z więźniami.
Zarządzenia wydane przez Hößa, lub wydane za jego akceptacją, wprowadzały dla więźniów kary chłosty, karę słupka, bunkier do stania (Stehbunker), nakaz wykonywania wszystkich dziennych zajęć na terenie obozu biegiem, zakaz załatwiania potrzeb fizjologicznych oraz jedzenia w czasie zajęć od godziny 6 do 18 (poza przerwą obiadową), czy też wprowadzony jesienią 1940 zakaz noszenia obuwia. Narzucano normy pracy ponad siłę. Więźniów zmuszano do tak zwanego „sportu”, jak określano nakazywanie nowo przybyłym więźniom wykonywanie długotrwałych, ciężkich ćwiczeń (w tym: bieg, marsz, czołganie się, toczenie się po żwirze), którym towarzyszyło bicie zmaltretowanych więźniów przez SS-manów.
Więźniowie przywoływali sytuacje, w których na życzenie komendanta na wpół żywych nagich jeńców polewano zimną wodą i zmuszano do stania na kilkunastostopniowym mrozie. Joachim Fest stwierdził, że „obrazy ludzi umierających w męczarniach […], nie prześladowały go. Cała sprawa sprowadzała się dlań wyłącznie do kwestii administracyjnych”. Więźniowie wiedzieli, że „żadna czynność w obozie nie odbywała się bez wiedzy Hössa”. Gdy więźniom z Sonderkomando niezbyt sprawnie szła praca przenoszenia zwłok do spalenia w piecu krematoryjnym, „Höss i Moll pokazowo demonstrowali, jak najlepiej się rzuca trupy”.
Rudolf Höß jawił się w zeznaniach świadków jako perfekcjonista, człowiek obowiązkowo posłuszny w stosunku do przełożonych, a równocześnie surowy i bezwzględny w stosunku do podwładnych. Był nieczuły i obojętny na los więźniów. Pogardzał ludźmi, szczególnie więźniami. Nie wykazywał emocji przyglądając się gazowaniu Żydów, rozstrzeliwaniu Polaków czy głodzeniu Rosjan.
W artykule „Z psychopatologii nadludzi. Uwagi na marginesie autobiografii Rudolfa Hössa” (1962) prof. Antoni Kępiński i Maria Orwid podsumowali postawę Hößa: „Także w obozie oświęcimskim, jak można wywnioskować na podstawie jego własnych relacji, najwięcej dokuczał mu nie swąd spalonych ciał, ale różne zaniedbania administracyjne. Wprowadzenie cyklonu powitał z radością, gdyż to usprawniło likwidację milionów Żydów”.

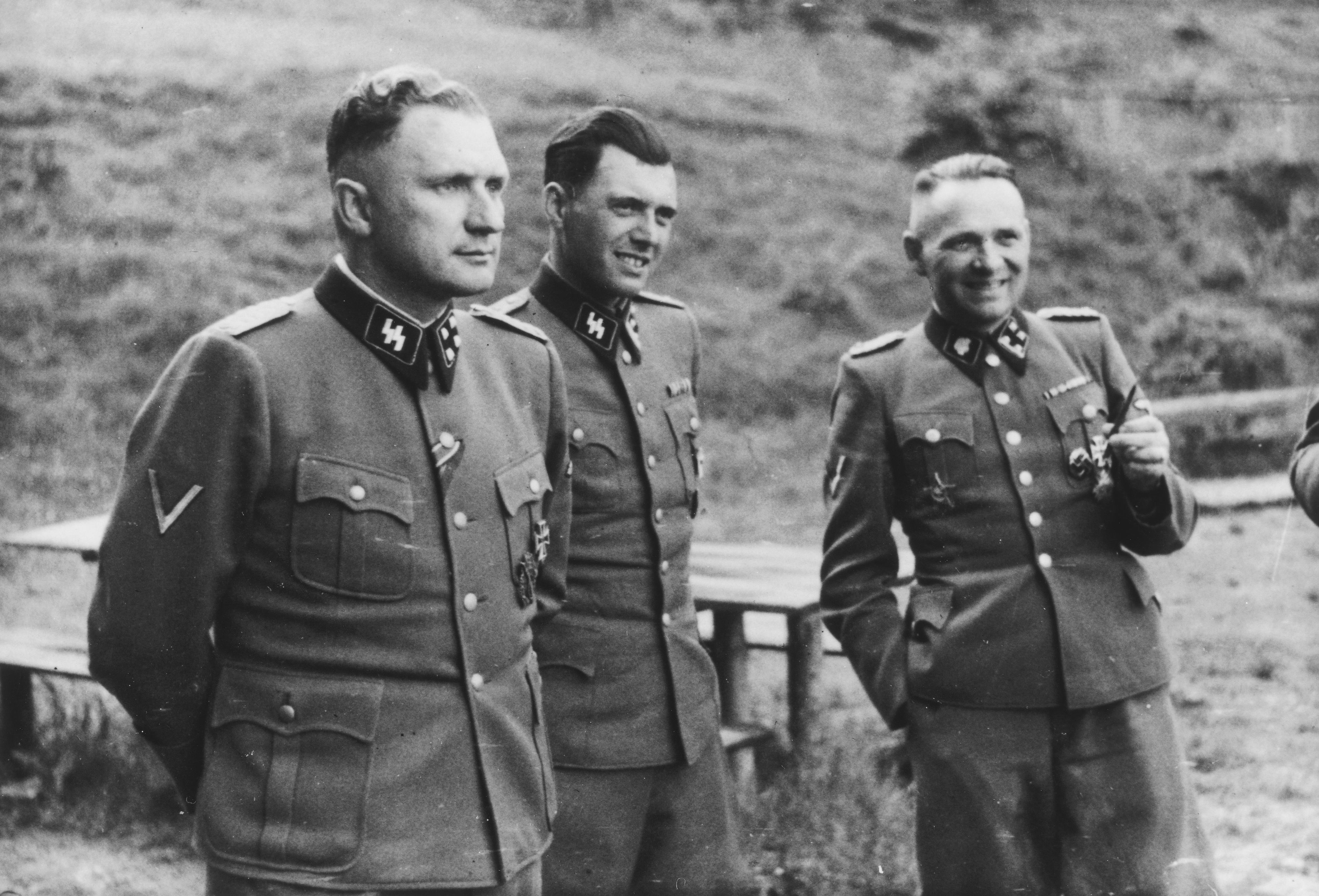
Od lewej Richard Baer, Josef Mengele i Rudolf Höß w ośrodku SS-Hütte Porombka; 1944

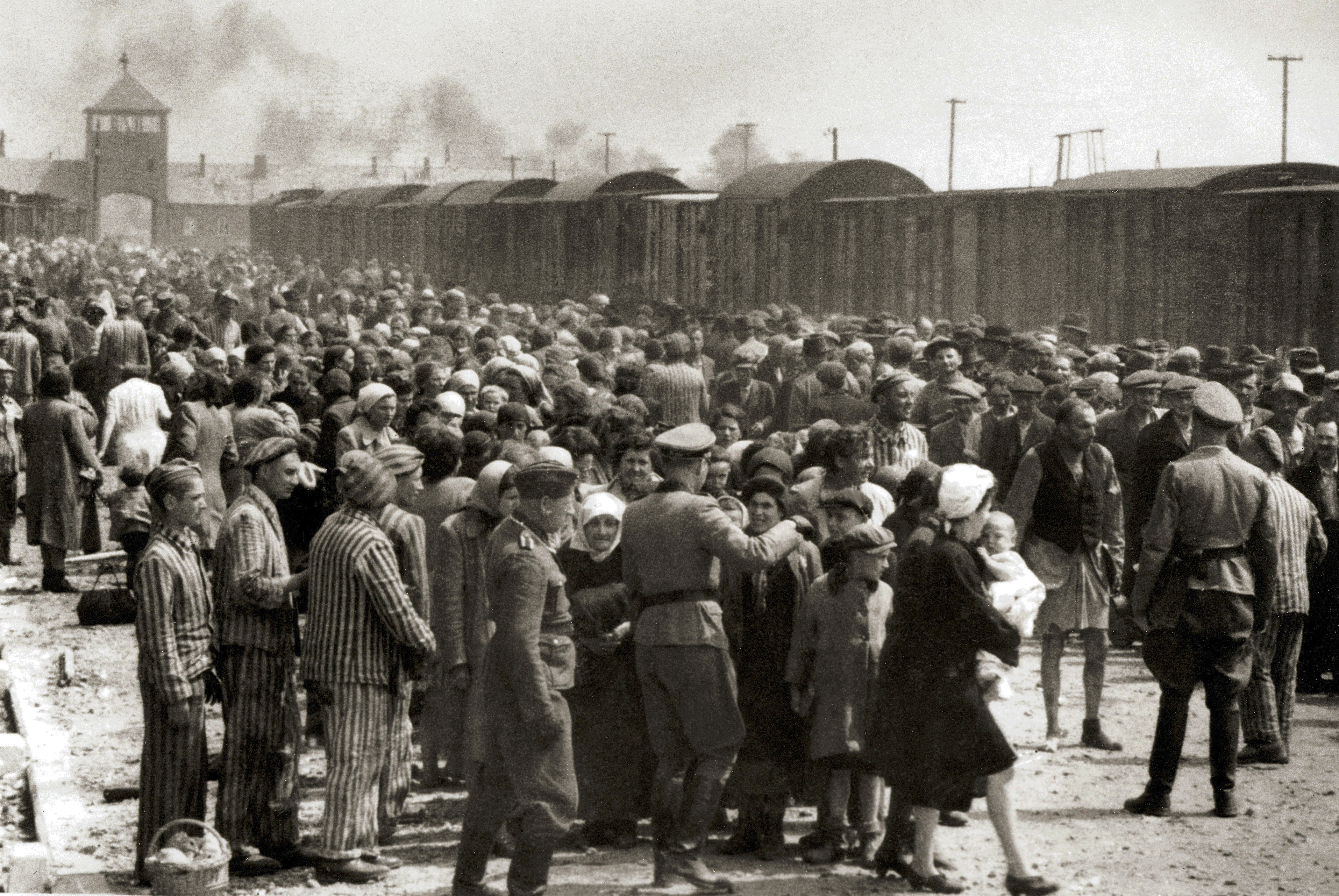
Selekcja przybyłych więźniów na rampie KL Auschwitz

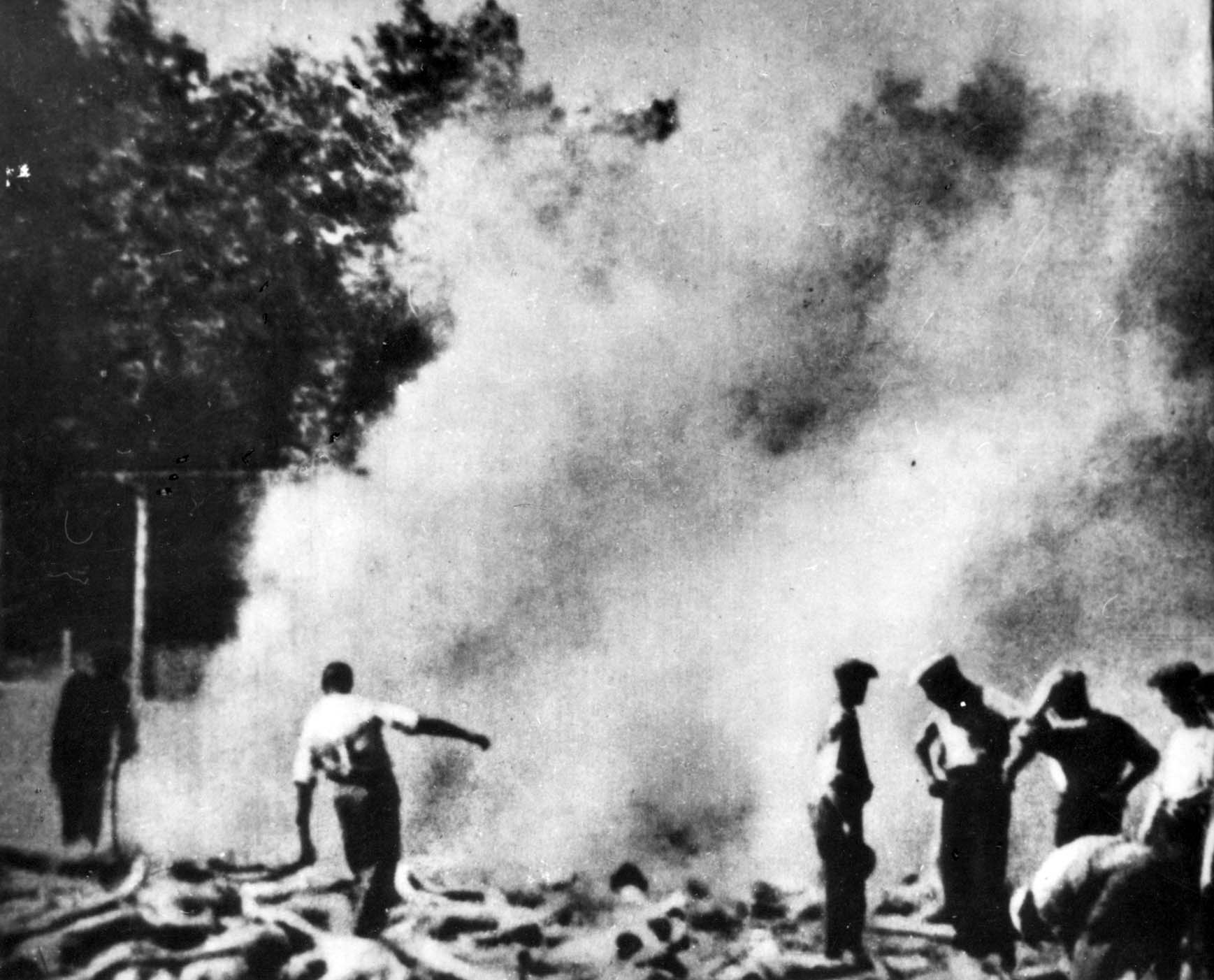
Spalanie ciał zabitych więźniów przez Sonderkommando w Auschwitz

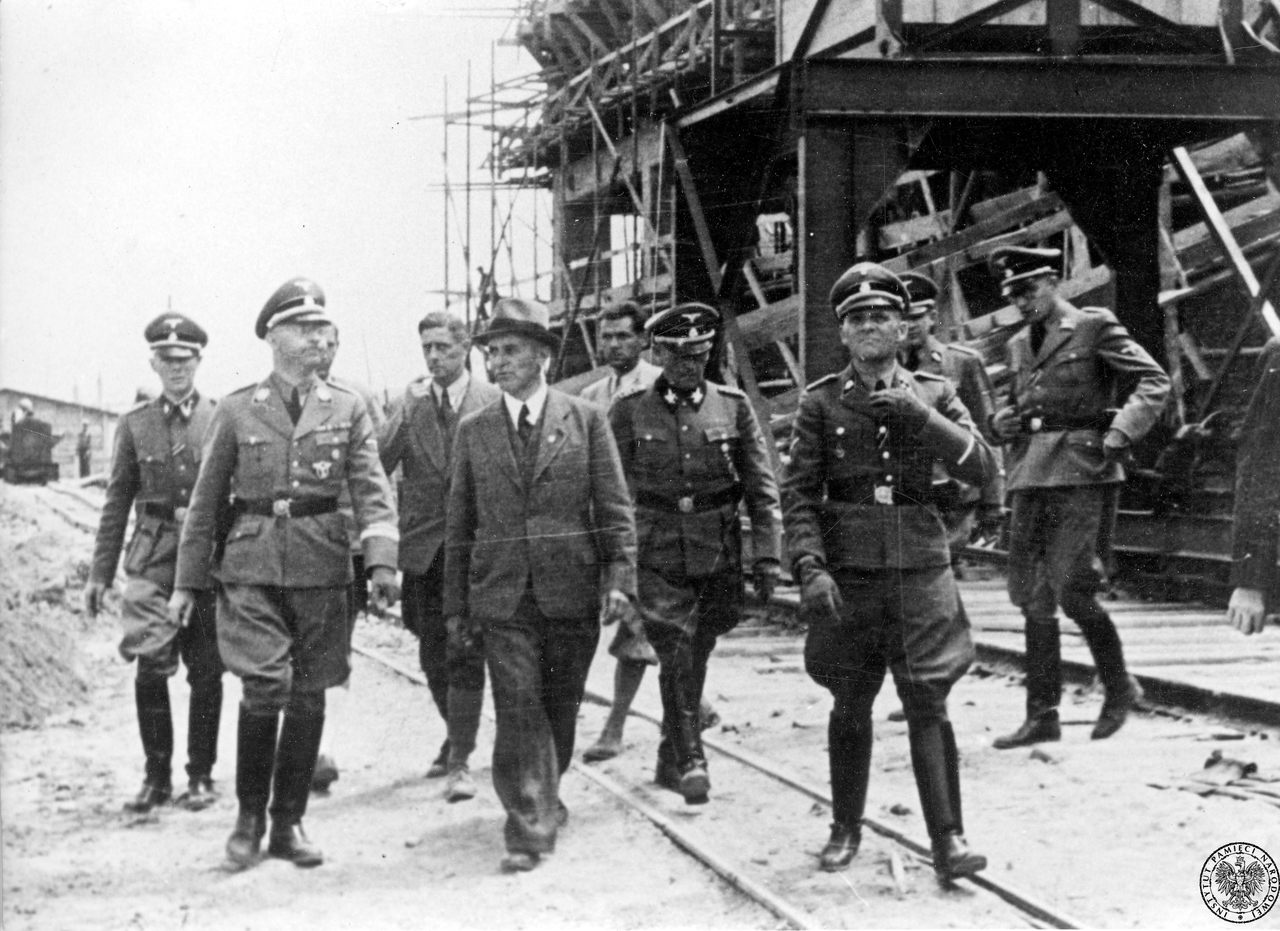
Wizytacja Himmlera w zakładach IG-Farben-Industrie AG w Monowicach

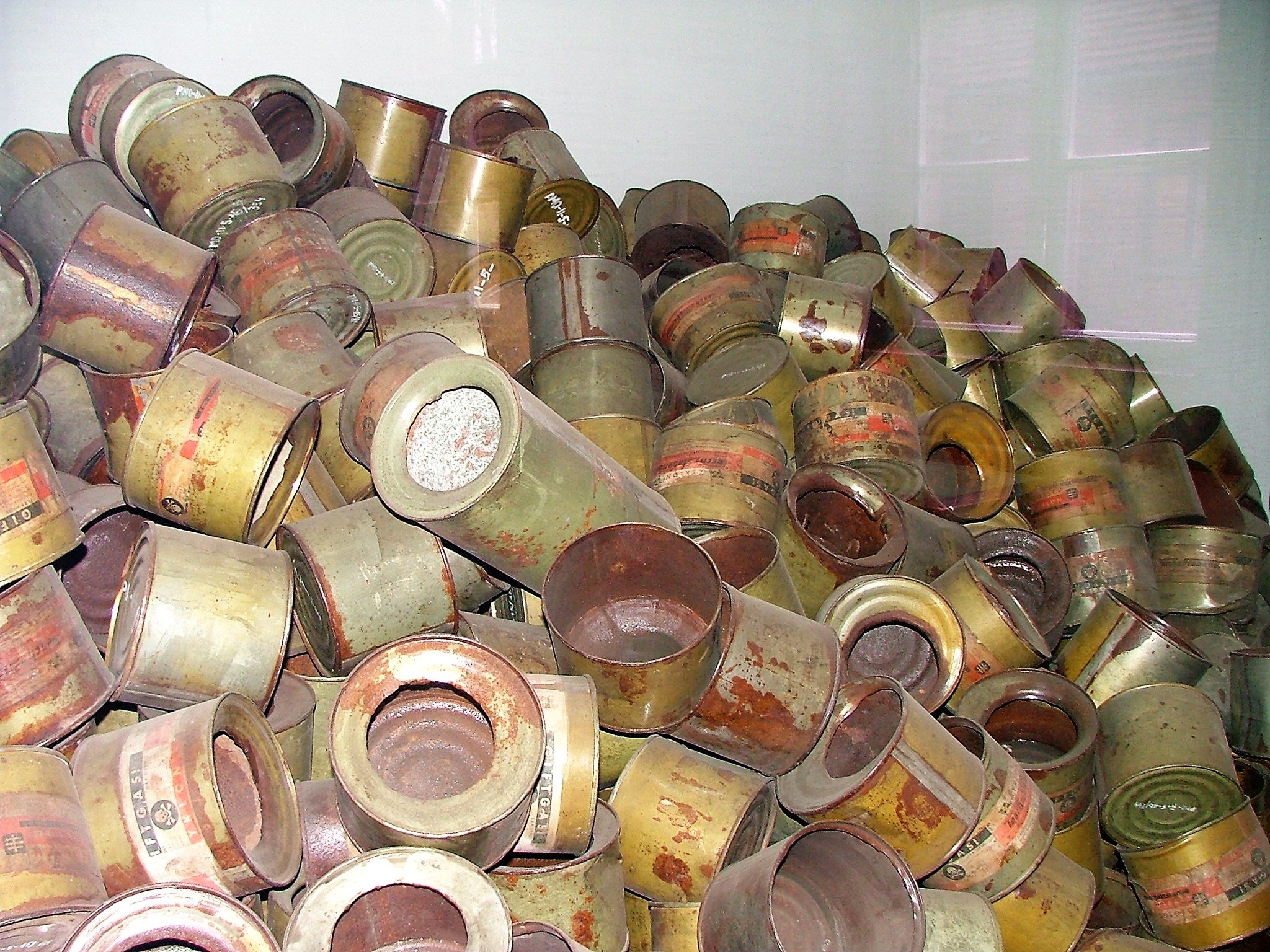
Puste opakowania po cyklonie B w zbiorach Muzeum Auschwitz-Birkenau w Oświęcimiu

1 maja 1941 szeroki pas terenu wokół KL Auschwitz-Birkenau został oficjalnie uznany za strefę interesów KL Auschwitz. Komendant Höß chciał, by po zakończeniu rozbudowy obozu móc zatrudniać więźniów. Wyhodowane płody miały być spieniężane i tym samym stanowić przychód SS. Zgodnie z jego planem przyszła strefa interesów miała w przyszłości funkcjonować jako esesmańskie specjalistyczne gospodarstwa rolne. Początkowo kompleksem zarządzał wydział rolny przy komendanturze KL Auschwitz (Abteilung Landwirtschaft), który od sierpnia 1942 funkcjonował pod nazwą: Obozowe Gospodarstwa Rolne przy KL Auschwitz (Landwirtschaftsbetriebe beim KL Auschwitz). W marcu 1942 szefem tej struktury został agronom SS-Oberführer dr Joachim Cäsar.
20 stycznia 1942 Höß został zgłoszony przez Inspektora Obozów Koncentracyjnych do awansu na stopień SS-Sturmbannführera. Awans został zaakceptowany przez Reichsführera. 18 lipca 1942, po wizycie Himmlera w Auschwitz, Höß otrzymał kolejny awans na SS-Obersturmbannführera. Obowiązki komendanta obozu oświęcimskiego i garnizonu SS sprawował do jesieni 1943. 11 listopada na tych stanowiskach zastąpił go dotychczasowy szef Urzędu D I w Grupie Urzędów D w Głównym Urzędzie Gospodarki i Administracji SS (SS WVHA) Obersturmbannführer Arthur Liebehenschel. W tym okresie obóz rozrósł się już do rozmiarów ogromnego kombinatu, w którego skład wchodziły:
- macierzysty obóz (Stammlager) w Oświęcimiu,
- w Brzezince:

- obóz dla mężczyzn,
- obóz dla kobiet,
- obóz szpitalny dla mężczyzn,
- obóz rodzinny dla Żydów z Terezina (Theresienstadt),
- obóz rodzinny dla Romów,
- obiekty eksterminacyjne z komorami gazowymi i czterema krematoriami,

- obozy filialne (funkcjonujące przy gospodarstwach):

- w Babicach,
- w Budach,
- w Harmężach,
- w Rajsku,

- podobozy przy zakładach:

- Buna, IG-Farben-Industrie AG w Monowicach,
- Neu-Dachs i Energieversorung Oberschleisen w Jaworznie,
- KL Eintrachthütte, Oberschlesische Metallwerke Aktien-Gesellschaft Königshütte/Oberschlesien (OSMAG) i Ost-Maschinebau w Świętochłowicach,
- Elektrownia „Walter”, Energievesorgung Oberschleisen AG w Łagiszy,
- Fürstengrube GmbH w Wesołej,
- Ostdeutsche Baustoffe GmbH, Golleschauer Portland-Zement AG w Goleszowie,
- Janinagrube, Fürstengrube GmbH w Libiążu,
- Bürohausreperatur w Sosnowcu,
- przy budowach budynków akademii technicznej oraz policji w morawskim Brnie.

Po przeniesieniu Rudolfa Hößa do Berlina, dokonano podziału obozu między trzech komendantów.

#### SS-Wirtschafts- und Verwaltungshauptamt
Bezpośrednio po zwolnieniu z obowiązków komendanta zespołu obozowego Auchwitz-Birkenau Rudolf Höß został mianowany szefem Urzędu Amtsgruppe D – Konzentrationslager I w Głównym Urzędzie Gospodarki i Administracji SS (SS-Wirtschafts- und Verwaltungshauptamt, w skrócie: WVHA) na miejsce Obersturmbannführera Arthura Liebehenschela. W związku z tym przeprowadził się do Berlina. Pozostał na stanowisku do końca wojny.
Podczas pracy w WVHA Höß otrzymał polecenie, aby wrócić do Auschwitz w celu nadzorowania zagłady Żydów deportowanych z Węgier. 8 maja 1944 Liebehenschel został zwolniony z funkcji szefa garnizonu i obozu w Auschwitz (został przeniesiony do obozu w Majdanku). Tego dnia funkcję szefa oświęcimskiego garnizonu SS powierzono Hößowi, a 11 maja Höß wręczył nominację na komendanta obozu (funkcje szefa garnizonu i komendanta zostały tym samym rozdzielone) SS-Hauptsturmführerowi Richardowi Baerowi.
Höß dopilnował uruchomienia krematorium nr 5 i bunkra nr 2 do uśmiercania gazem, wybudowania w pobliżu rozbieralni, rozbudowy rampy rozładunkowej i wykonania pięciu dołów do spalania zwłok. Nakazał rozbudowę Sonderkommando obsługującego krematorium i komanda „Kanada” zajmującego się sortowaniem zagrabionego mienia więźniów. Odbył także podróże do Budapesztu, by ustalić i usprawnić przywóz transportów węgierskich Żydów. Eksterminacja tych transportów zyskała określenie „Akcja Höss”.
W marcu 1945 Reichsführer-SS Heinrich Himmler wydał szefowi WVHA, SS-Obergruppenführerowi Oswaldowi Pohlowi, rozkaz dokonania inspekcji obozów koncentracyjnych. W podróż, wraz z Pohlem, wyruszyli także naczelny lekarz wszystkich niemieckich obozów koncentracyjnych, SS-Standartenführer Enno Lolling, oraz Rudolf Höß. Odwiedzili obozy w Neuengamme, Bergen-Belsen, Buchenwaldzie, Dachau, Flossenbürgu i KZ-Außenlager Leitmeritz w Litomierzycach oraz przygotowywali ich ewakuację. Po aresztowaniu Höß wspomniał, że wokół obozów leżało tysiące ciał, brakowało żywności, latryny były przepełnione. Z końcem kwietnia WVHA zostało przeniesione w pobliże obozu Ravensbrück. W krótkim czasie ewakuowali się do Rendsburga w Holsztynie. Höß przybył tam z rodziną. 1 maja odwiózł żonę z dziećmi do St. Michaelsdonn, gdzie zatrzymała się u matki pani Thomsen, nauczycielki z Auschwitz, podczas gdy sam Rudolf wrócił do Rendsburga, a potem do Flensburga. 3 maja w pobliskim Mürwiku Höß po raz ostatni spotkał Himmlera, który rozkazał, aby pod przybranymi nazwiskami uciekli do Danii i tam się ukryli.

## Maj 1945 – marzec 1946
Höß dotarł do szkoły łączności na wyspie Sylt, gdzie dzięki pomocy komandora Wolfganga Lütha został wyposażony w dokumenty i umundurowanie marynarza Kriegsmarine. Podczas pobytu w szkole usłyszał informację radiową, że Himmler, aresztowany na punkcie kontrolnym koło Lüneburga, popełnił samobójstwo, połykając truciznę. Odtąd Höß podawał się za bosmana Franza Langa.
Kilka dni po śmierci Himmlera Höß został także zatrzymany przez Brytyjczyków. W toku przesłuchań (w Heide) podał, że z zawodu jest rolnikiem. Strażnicy przyjęli, że skoro jest marynarzem, nie ma potrzeby sprawdzania, czy nie ma tatuażu SS. Po blisko czterech tygodniach Höß został zwolniony. Zatrzymał się na krótko w St. Michaelsdonn, gdzie kilkukrotnie spotkał się z żoną, potem mieszkał i pracował u rolnika Petera Hansena w Gottrupel koło Handewitt. Stąd także odwiedzał rodzinę.

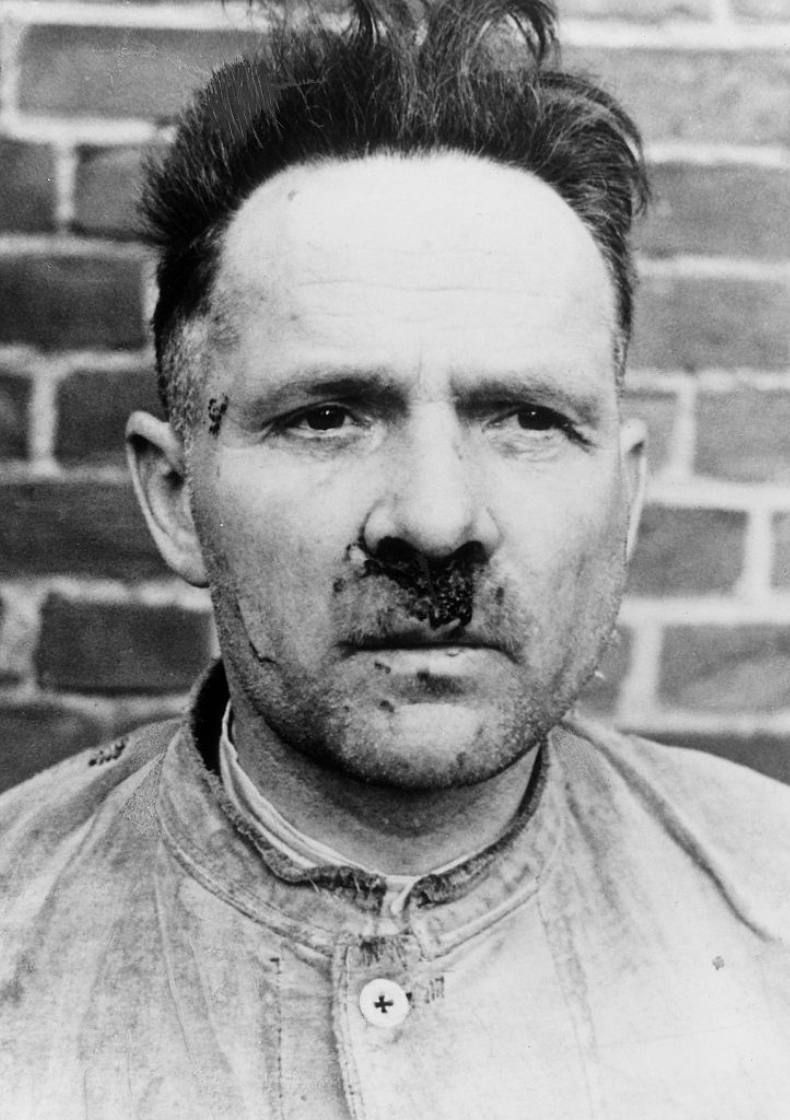
Rudolf Höß bezpośrednio po aresztowaniu w marcu 1946

Od listopada 1945. Brytyjczycy znali miejsce pobytu Hedwig Höß z dziećmi w cukrowni w St. Michaelsdonn. Kapitan William Cross z 92 Force Support Squadron zarządził dyskretną obserwację ich miejsca zamieszkania, ale gdy zasadzka nie przyniosła oczekiwanego skutku, 5 marca 1946 zespół brytyjskiego łowcy nazistów z No. 1 War Crimes Investigation Team (WCIT) Hannsa Alexandra zatrzymał Hedwig z dziećmi, wywiózł ich z domu i poddał intensywnym przesłuchaniom. 11 marca 1946 o godzinie 16:00 Hedwig Höß, pod wpływem szantażu emocjonalnego (przesłuchujący miał grozić, że jej starszy syn Klaus-Bernd zostanie przekazany Rosjanom i wysłany na Syberię), wskazała przesłuchującym miejsce pobytu męża. Rudolf Höß został zatrzymany przez członków 92., 93. i 318. Oddziału Żandarmerii Polowej 11 marca 1946 o godzinie 23:00. Planował, że w takiej okoliczności połknie truciznę, ale jak później wspomniał, dwa dni przed aresztowaniem stłukła mu się fiolka, w której była przechowywana.
Höß opisywał, że Field Security Police (brytyjska Polowa Policja Bezpieczeństwa) była brutalna. Sierżant Bernard Clarke uderzył Hößa cztery razy w twarz. W autobiografii uskarżał się, że był pojony alkoholem i bity pejczem. Początkowo podtrzymywał, że jest bosmanem Langiem, ale do przyznania się zmusiły go – jak sam określił – „bijące dowody”. Gdy przyznał, kim jest, Clarke bił go i powalił na ziemię, a inny żołnierz go kopał. Bicie trwało długo, aż żandarmów powstrzymał kapitan Victor Cross. 12 marca około południa kapitan Alexander zgłosił fakt zatrzymania byłego komendanta KL Auschwitz majorowi Bramwellowi z grupy poszukiwawczej „Haystack” (z ang. „Stóg siana”). Postanowiono przewieźć go do koszar w Heide (w których osiem miesięcy wcześniej składał wyjaśnienia jako „bosman Franz Lang”), gdzie został poddany wstępnemu przesłuchaniu. W Heide był regularnie bity, poniżany i pozbawiany snu. 14 marca o godzinie 2:30, po trzech nieprzespanych nocach, biciu i pojeniu alkoholem, Höß podpisał przedłożone mu ośmiostronicowe zeznania. We wspomnieniach zanotował: „Nie wiem co zawierał protokół, chociaż go podpisałem”. 15 marca został przekazany kapitanowi Hannsowi Alexandrowi i przewieziony do Minden w Westfalii. Tam także był bity i kilkukrotnie przesłuchiwany. Popadł w depresję. Nie uważał uwięzienia za przejaw niesprawiedliwości, ale też nigdy nie okazał żadnych oznak wyrzutów sumienia.
Po trwających trzy tygodnie przesłuchaniach został przekazany do Międzynarodowego Trybunału Wojskowego w Norymberdze, bowiem obrońca szefa Głównego Urzędu Bezpieczeństwa Rzeszy (RSHA), SS-Obergruppenführera Ernsta Kaltenbrunnera, zażądał, aby Hößa przesłuchano w charakterze świadka.

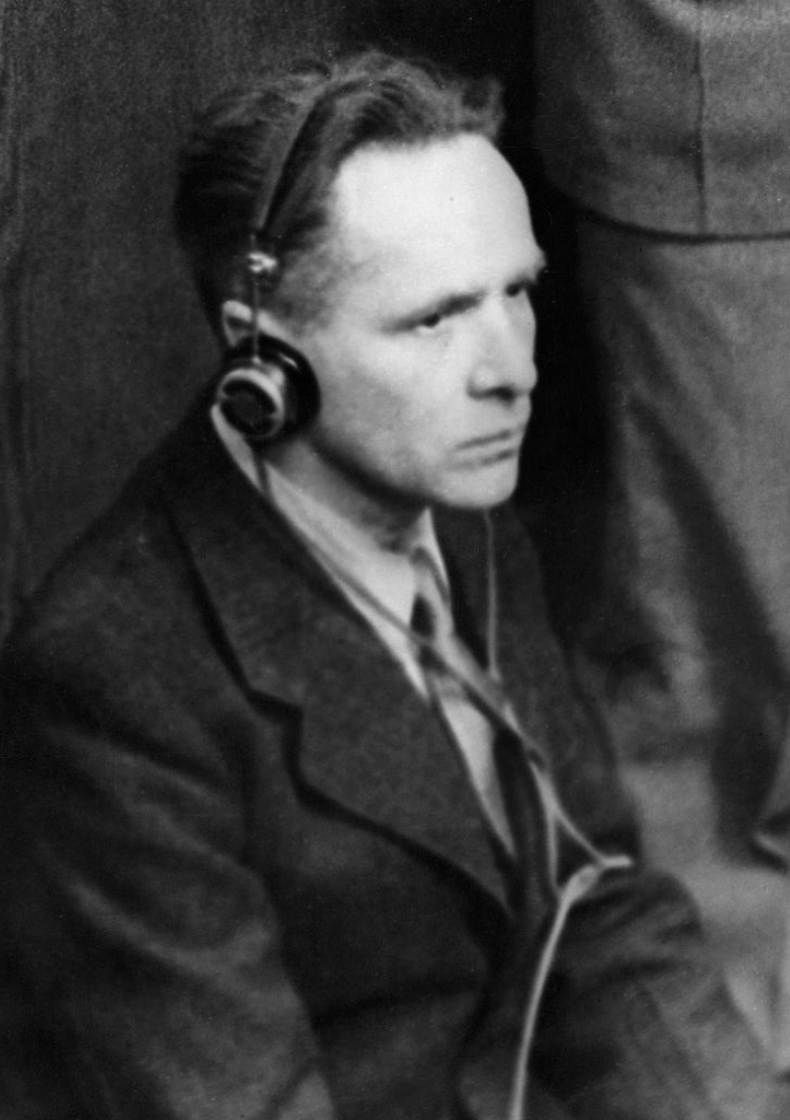
Höß zeznaje przed Międzynarodowym Trybunałem Wojskowym w Norymberdze

## Norymberga
Do maja 1946 Rudolf Höß przebywał w Norymberdze. Warunki pobytu w norymberskim więzieniu były dla więźnia wyraźnie lepsze. Był tam poddawany testom psychologicznym i codziennie przesłuchiwany. Podczas przesłuchania, które odbyło się 5 kwietnia przyznał, że kierował olbrzymią machiną eksterminacyjną, wskazał przybliżone liczby zabitych i opisał proces zagłady. Powołując się na informacje otrzymane od Eichmanna, stwierdził, że w Auschwitz zabito około 2,5 mln osób, a ponad 500 tys. zmarło z powodu wyczerpania lub chorób. Przesłuchiwany tydzień później oświadczył, że zabijanie więźniów odbywało się z rozkazu Himmlera, ale nie zaprzeczał, że uczestniczył w systemowym procederze SS masowego zabijania uwięzionych. Przyznał, że ludzie ci byli bici, utrzymywani w niehumanitarnych warunkach, głodzeni i gazowani.
Sierżant Bernard Clark, który w ramach obowiązków służbowych cenzurował korespondencję wysyłaną przez Hößa do rodziny stwierdził: „W tym człowieku było dwóch różnych ludzi. Jeden brutalny i nie mający względów dla życia ludzkiego, a drugi delikatny, uczuciowy”. Gdy 5 maja Höß został zmuszony do obejrzenia kroniki filmowej o obozach zagłady, w których przedstawiano brutalne obrazy wyniszczania, głodzenia, zabijania ludzi i spalania ich ciał, nie okazał żadnych emocji. Gdy dostał informację, że Amerykanie i Brytyjczycy zgodzili się na jego ekstradycję do Polski napisał list do Hedwig, w którym prosił o wybaczenie tego, że przyznał się do okrucieństw Auschwitz. Pisał, że był torturowany i przymuszany do składania fałszywych zeznań. List ten został jednak skonfiskowany i nie dotarł do adresatki.
Höß zeznawał przed Międzynarodowym Trybunałem Wojskowym w Norymberdze jako świadek w procesach głównych niemieckich zbrodniarzy wojennych, a także w procesach: szefa Głównego Urzędu Gospodarki i Administracji SS (WVHA) Oswalda Pohla oraz koncernu IG Farben, który wykorzystywał niewolniczą pracę więźniów Auschwitz. Został wywieziony z Norymbergi 25 maja.

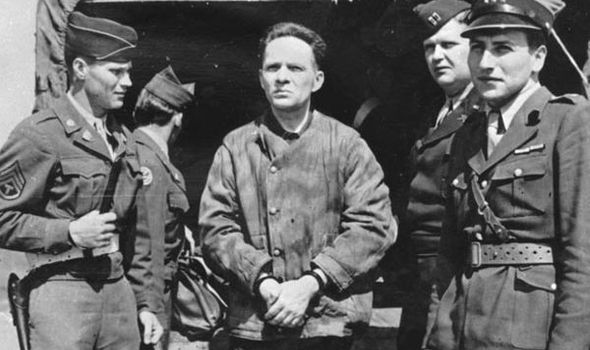
Ekstradycja Rudolfa Hößa do Polski (maj 1946)

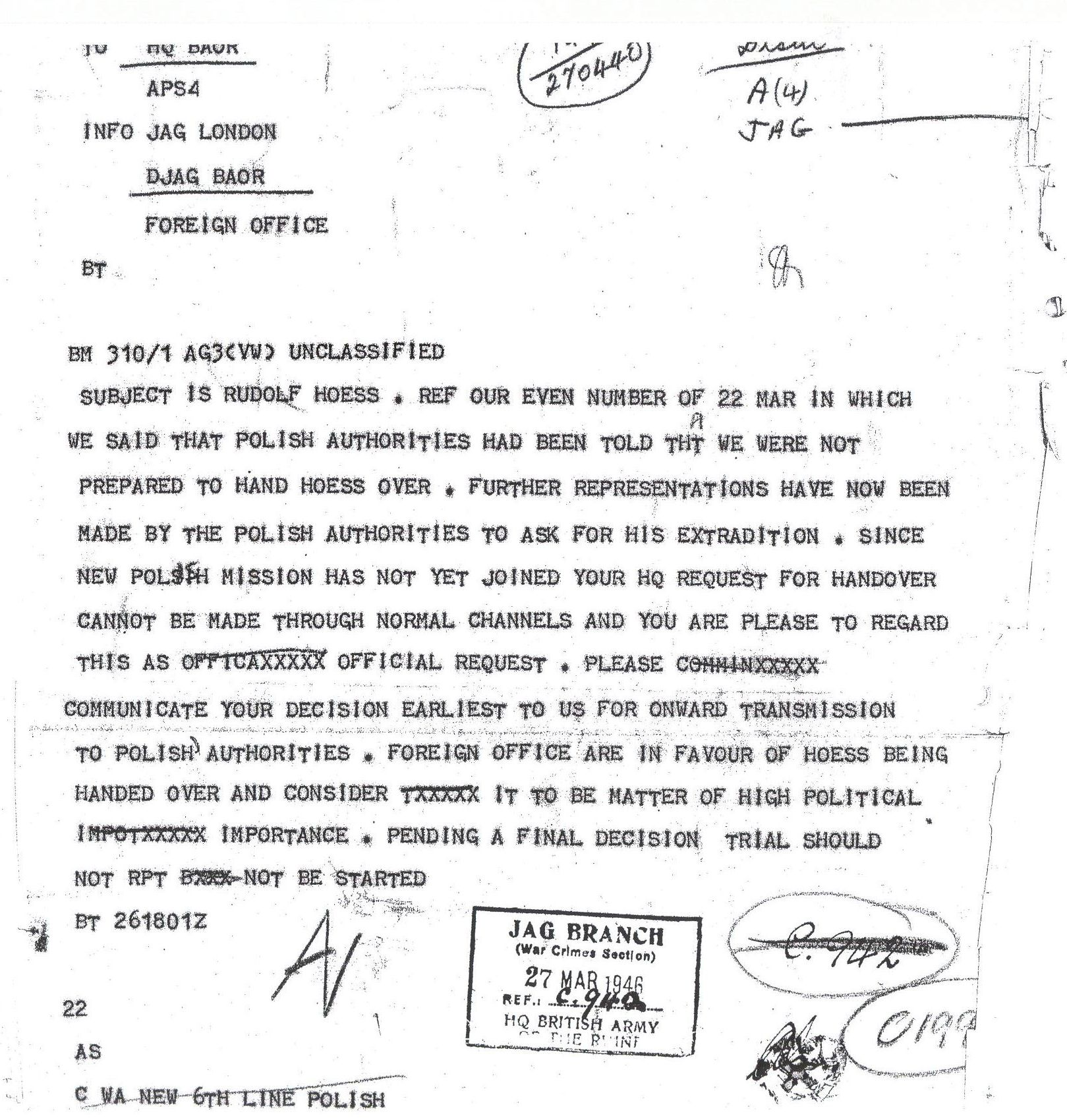
Żądanie ekstradycji byłego komendanta KL Auschwitz Rudolfa Hößa do Polski (26 marca 1946)

## Ekstradycja
Deklaracja moskiewska z 30 października 1943 regulowała między innymi kwestie ścigania zbrodniarzy nazistowskich i ich ekstradycji do państw, w których popełnili zbrodnicze czyny.
Pierwszym polskim aktem prawnym (a równocześnie pierwszym europejskim aktem prawa wewnętrznego) w sprawie karania zbrodni hitlerowskich był dekret prezydenta RP z 30 marca 1943 O odpowiedzialności karnej za zbrodnie wojenne. Jego realizacja w warunkach trwającej wówczas wojny była rzecz jasna niemożliwa. Kolejnym był dekret Polskiego Komitetu Wyzwolenia Narodowego z dnia 31 sierpnia 1944 r. O wymiarze kary dla faszystowsko-hitlerowskich zbrodniarzy winnych zabójstw i znęcania się nad ludnością cywilną i jeńcami oraz dla zdrajców Narodu Polskiego, na podstawie którego powołano Specjalne Sądy Karne, które miały wydawać wyroki w sprawach przeciwko przestępcom wojennym. Procesy największych wojennych zbrodniarzy miały się toczyć przed Najwyższym Trybunałem Narodowym, który został utworzony 22 stycznia 1946.
25 maja 1946 Höß został ekstradowany do Polski. Przez Berlin trafił do Warszawy. W Warszawie, na podstawie decyzji pierwszego prokuratora Najwyższego Trybunału Narodowego Stefana Kurowskiego, trafił do więzienia mokotowskiego przy ul. Rakowieckiej.

## Kraków
Już 30 lipca został, wraz z byłym komendantem obozu w Płaszowie Hauptsturmführerem (lub jak sam utrzymywał – Sturmbanführerem) Amonem Göthem, przewieziony do Krakowa, gdzie miał stanąć przed Najwyższym Trybunałem Narodowym. W Krakowie był przetrzymywany w Więzieniu Montelupich, wraz ze 120 funkcjonariuszami Auschwitz-Birkenau. Höß był tam bity przez strażników i pozbawiony kontaktu ze światem. Nie spodziewał się, że Polacy będą go traktowali łagodnie. Wspominał, że otrzymywał „najmniejszy kawałek chleba i niepełną chochlę cienkiej zupy”. Realia więzienne zmieniły się, gdy prokuratura uznała, że powinien szczegółowo opisać zbrodnie, w których uczestniczył. Oskarżyciel z ramienia Głównej Komisji Badania Zbrodni Niemieckich w Polsce prof. Jan Sehn oraz psycholog, prof. Stanisław Batawia polecili mu opisanie szczegółów rozwoju obozu, eksterminacji, a także uwag o współpracownikach i podjęcie przemyśleń na temat wydarzeń, które sprawiły, że został masowym mordercą. Höß podjął wyzwanie i codziennie kontynuował pisanie. Opisał szczegóły dotyczące funkcjonowania KL Auschwitz i jego załogi, a także swoje wspomnienia: „Meine Psyche, Werden, Leben und Erleben” („Moja dusza. Rozwój, życie i przeżycia”).
Na miejsce procesu poszukiwano sali mogącej pomieścić ok. 1000 osób, biorąc pod uwagę m.in. Oświęcim, Chorzów i Kraków. Na początku marca 1947 Höß otrzymał informację, że jego proces wkrótce ruszy w Warszawie. Oskarżenie dotyczyło uczestnictwa w organizacjach uznanych za zbrodnicze: SS i NSDAP, kierowania KL Auschwitz-Birkenau, szefowania garnizonowi SS w Auschwitz oraz kierowania Urzędem w Głównym Urzędzie Gospodarki i Administracji SS w Berlinie, a także obejmowało znęcanie się nad więźniami, kierowanie rabunkiem ich mienia, w tym usuwanie złotych wypełnień stomatologicznych ze zwłok.

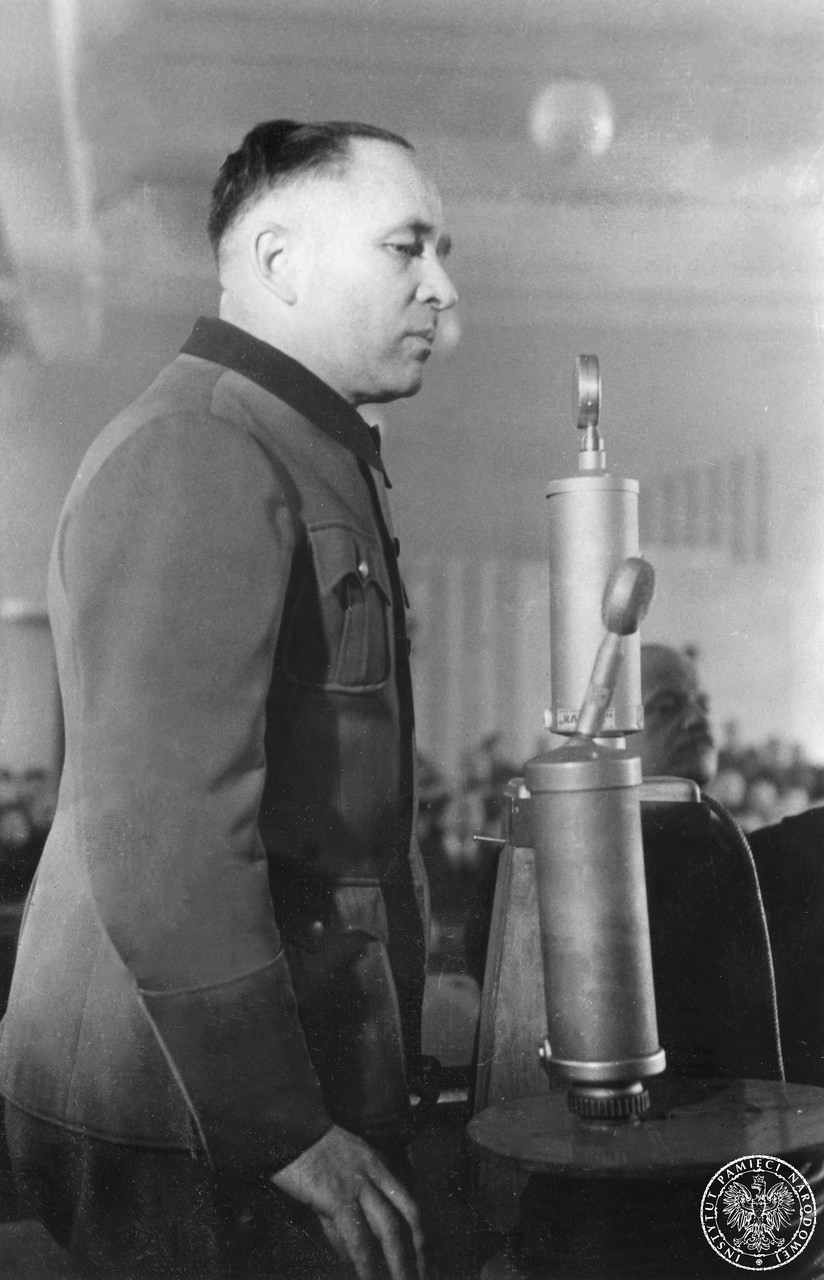
Rudolf Höß przed Najwyższym Trybunałem Narodowym

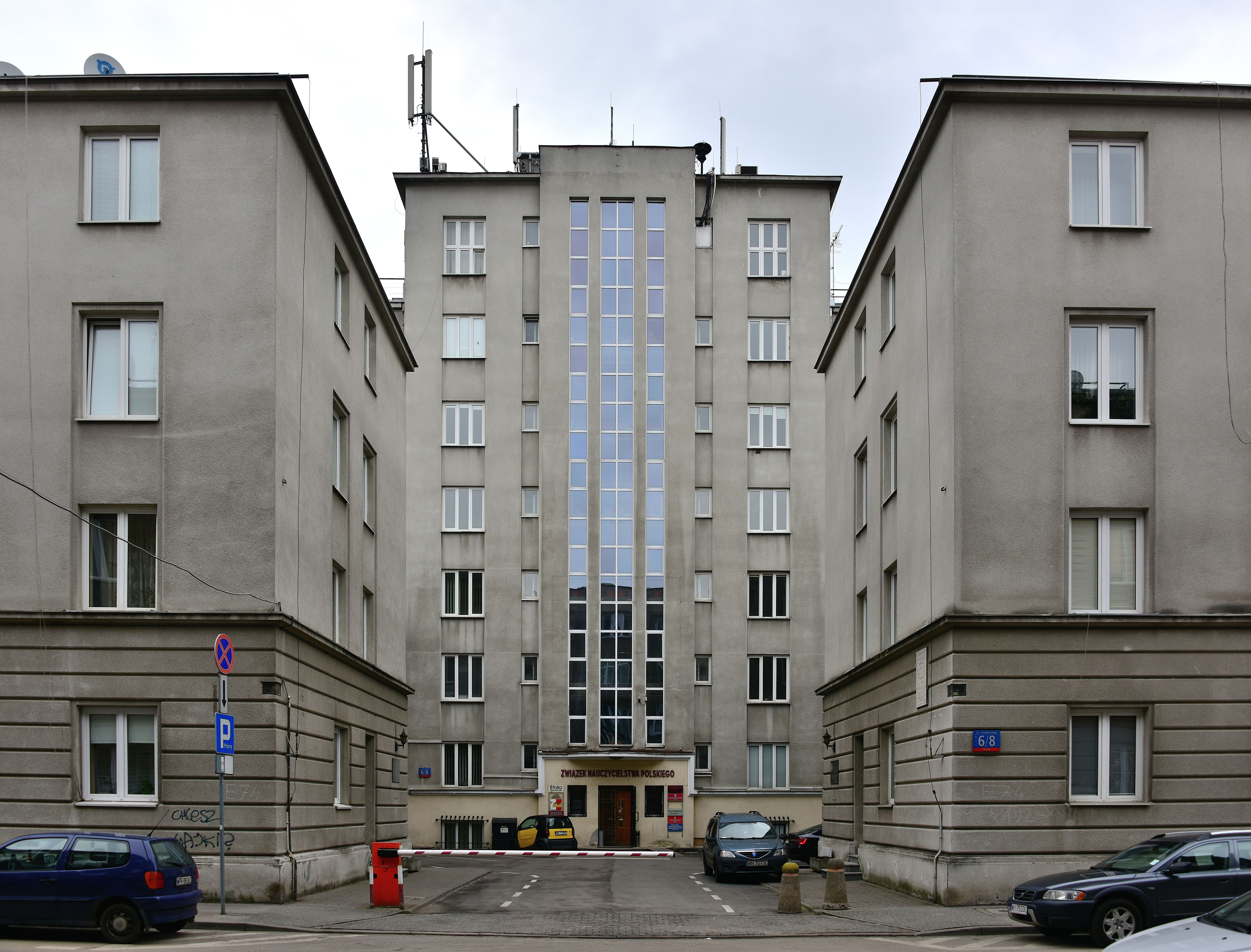
Siedziba Zarządu Głównego Związku Nauczycielstwa Polskiego przy ul. Smulikowskiego 6/8 w Warszawie, miejsce procesu Rudolfa Hößa przed Najwyższym Trybunałem Narodowym wiosną 1947

## Najwyższy Trybunał Narodowy w Warszawie
Ostatecznie Rudolf Höß był sądzony przez Najwyższy Trybunał Narodowy w Warszawie. 21 lutego 1947 został ponownie przewieziony do stolicy. Na miejsce procesu wybrano salę Związku Nauczycielstwa Polskiego przy ul. Smulikowskiego 6/8, w której wcześniej odbył się proces gubernatora dystryktu warszawskiego Ludwiga Fischera i jego współpracowników. Budynek Związku Nauczycielstwa Polskiego był w owym czasie jedynym obiektem w Warszawie, który mógł pomieścić kilkuset widzów, w tym przedstawicieli Francji, Norwegii i Stanów Zjednoczonych. Sala ZNP miała już zainstalowaną na potrzeby procesu Fischera aparaturę do tłumaczenia przebiegu rozprawy na cztery języki.
Proces rozpoczął się 11 marca 1947 i trwał około trzech tygodni. Składowi orzekającemu przewodniczył sędzia Sądu Najwyższego i Najwyższego Trybunału Narodowego dr Alfred Eimer, oskarżycielami byli prokuratorzy Tadeusz Cyprian i Mieczysław Siewierski, a obrońcami ustanowionymi z urzędu mec. Tadeusz Ostaszewski i Franciszek Umbreit. Zeznania złożyło 85 świadków, w tym były więzień obozu Auschwitz-Birkenau premier Józef Cyrankiewicz. Proces obserwowało m.in. wielu dziennikarzy oraz przedstawicieli stowarzyszeń więźniów obozu z wielu krajów.
Gdy oskarżony składał wyjaśnienia, zachowywał chłodny sposób bycia. Odpowiadał szczerze, nie odrzucał kierowanych do niego oskarżeń, spokojnie słuchał zeznań członków załogi Auschwitz i byłych więźniów. Wyjaśniał proces budowy obozu i tworzenia mechanizmu eksterminacji. Przyznał, że jest jedną z osób odpowiedzialnych za wdrażanie ostatecznego rozwiązania i za zagładę setek tysięcy Żydów. Odmówił jednak okazania skruchy, wyjaśniając, że w tamtym okresie uznawał swoje postępowanie za słuszne. Dodał również, że był ofiarą systemu. Na koniec wyjaśnił, że nie prosi o wyrozumiałość, ale liczy na zgodę na wysłanie ostatniego listu do rodziny.
2 kwietnia 1947 Rudolf Höß został skazany na karę śmierci. Podziękował swoim obrońcom za ciężką pracę w jego obronie i oświadczył, że nie wystąpi z prośbą o łaskę. 3 kwietnia odwieziono go do Wadowic.
Na prośbę byłych więźniów KL Auschwitz miał zostać stracony na terenie obozu w Oświęcimiu. Wykonanie wyroku zlecono prokuratorowi okręgowemu w Wadowicach Janowi Mazurkiewiczowi, któremu terytorialnie podlegał Oświęcim wraz z terenami byłego obozu koncentracyjnego.

## Ostatnie dni

### Wadowice
4 kwietnia (lub następnego dnia) skazaniec został przewieziony z Warszawy do Wadowic i osadzony w tamtejszym więzieniu karno-śledczym. Już podczas pierwszej rozmowy, jaką w biurze naczelnika więzienia odbył z Prokuratorem Sądu Okręgowego Janem Mazurkiewiczem, Höß wyraził chęć spotkania z księdzem katolickim. Na ustną prośbę nie otrzymał odpowiedzi, złożył więc wniosek pisemny. Prokurator przekazał pytanie do przełożonego klasztoru Karmelitów Bosych w Wadowicach, ale ani kapelan więzienny, ani żaden z pozostałych zakonników nie władał w wystarczającym stopniu językiem niemieckim. Wówczas miejscowy proboszcz, ks. Leonard Prochownik, działając za pośrednictwem metropolity, kard. Adama Sapiehy, skontaktował się z jezuitą, ks. Władysławem Lohnem. 10 kwietnia Lohn spotkał się z Hößem. Rozmowa trwała kilka godzin, po której skazaniec złożył przepisane prawem kościelnym wyznanie wiary, które umożliwiło jego powrót do Kościoła katolickiego. Po spowiedzi Lohn udzielił mu rozgrzeszenia.
Następnego dnia Lohn ponownie przybył do więzienia. Przyniósł Najświętszy Sakrament i udzielił wiatyku. Według kilku relacji, Lohn miał jeszcze raz odwiedzić Hößa przed egzekucją (która nastąpiła 16 kwietnia tego roku, na terenie obozu Auschwitz), a podczas tej wizyty skazaniec miał ponownie odbyć dłuższą spowiedź. Treść ich rozmów nie została ujawniona. Lohn jedynie ogólnikowo i poufnie wspomniał o swojej misji, spotkaniu i spowiedzi Hößa w gronie współbraci podczas odpoczynku po kolacji 12 kwietnia.
Jezuicki filozof prof. James W. Bernauer przywołał relację z kazania, które ks. Lohn wygłosił w 1958 podczas pierwszej mszy św. nowo wyświęconego jezuity Władysława Kubika. Podczas tego kazania Lohn miał potwierdzić przebieg wydarzeń z 10 i 11 kwietnia 1947, a także wyznać, że Hößa poznał już wcześniej, w 1940, kiedy aresztowano jezuitów i wysłano ich do oświęcimskiego obozu. Lohn miał wówczas pojechać do Oświęcimia, przedostać się do KL Auschwitz, by dołączyć do swoich współbraci. Schwytany miał stanąć przed Hößem, który go puścił wolno.

### Egzekucja
Prezydent Bolesław Bierut nie skorzystał wobec Hößa z prawa łaski. 15 kwietnia 1947 skazaniec został przewieziony do dawnego obozu Auschwitz-Birkenau w Oświęcimiu, do budynku komendantury. Jednak oczekujący rozwścieczony tłum, w którym było wielu byłych więźniów obozu, napierał i pojawiła się obawa, iż może dojść do samosądu. Wstrzymano zaplanowaną procedurę, a Höß trafił z powrotem do celi w piwnicy budynku, podczas gdy żołnierze upozorowali odwiezienie go do Wadowic.
Następnego dnia na miejscu oczekiwała już tylko garstka osób. W ostatnim słowie skazaniec poprosił o przekazanie pozdrowień dla żony i dzieci. Poprosił także Polaków o wybaczenie. Wyrok wykonano tego dnia o godzinie 10:08 rano przez powieszenie. Zwłoki zostały spalone, a prochy rozsypane w pobliskiej rzece.
Znajdująca się obok budynku dawnej komendantury i krematorium szubienica, na której powieszono Hößa, zachowana została na terenie utworzonego Państwowego Muzeum Auschwitz-Birkenau w Oświęcimiu.

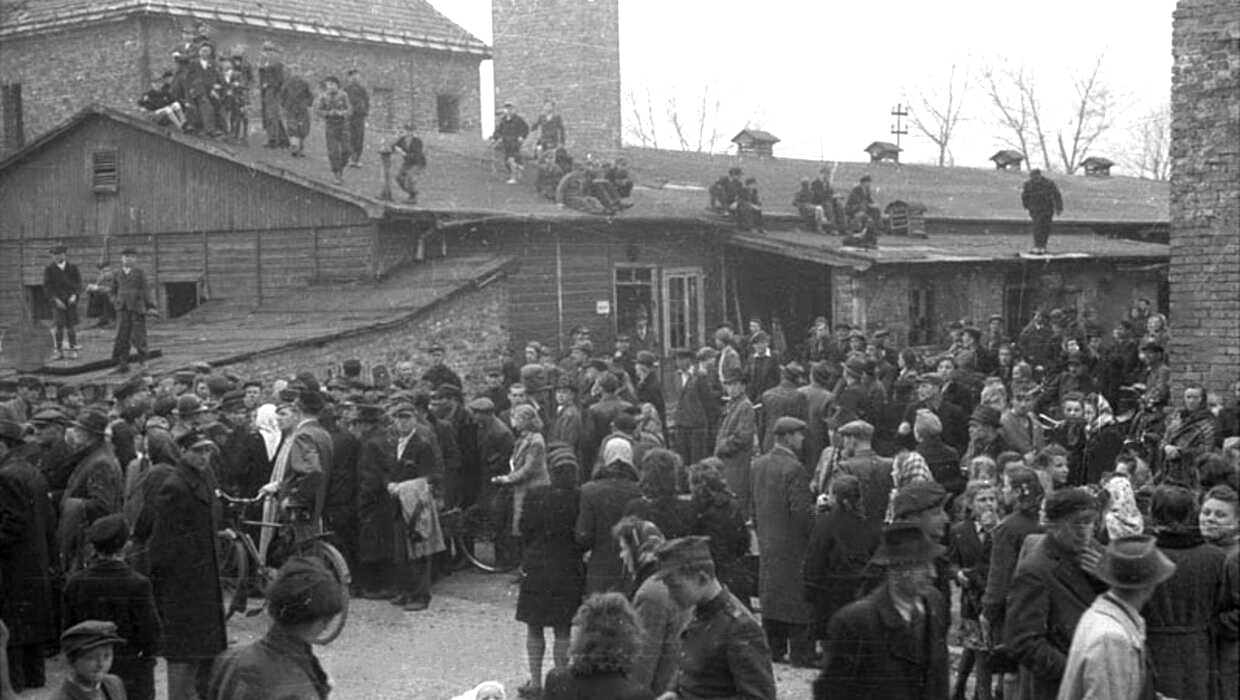
Auschwitz. Tłum oczekujący na egzekucję (15 kwietnia 1947)
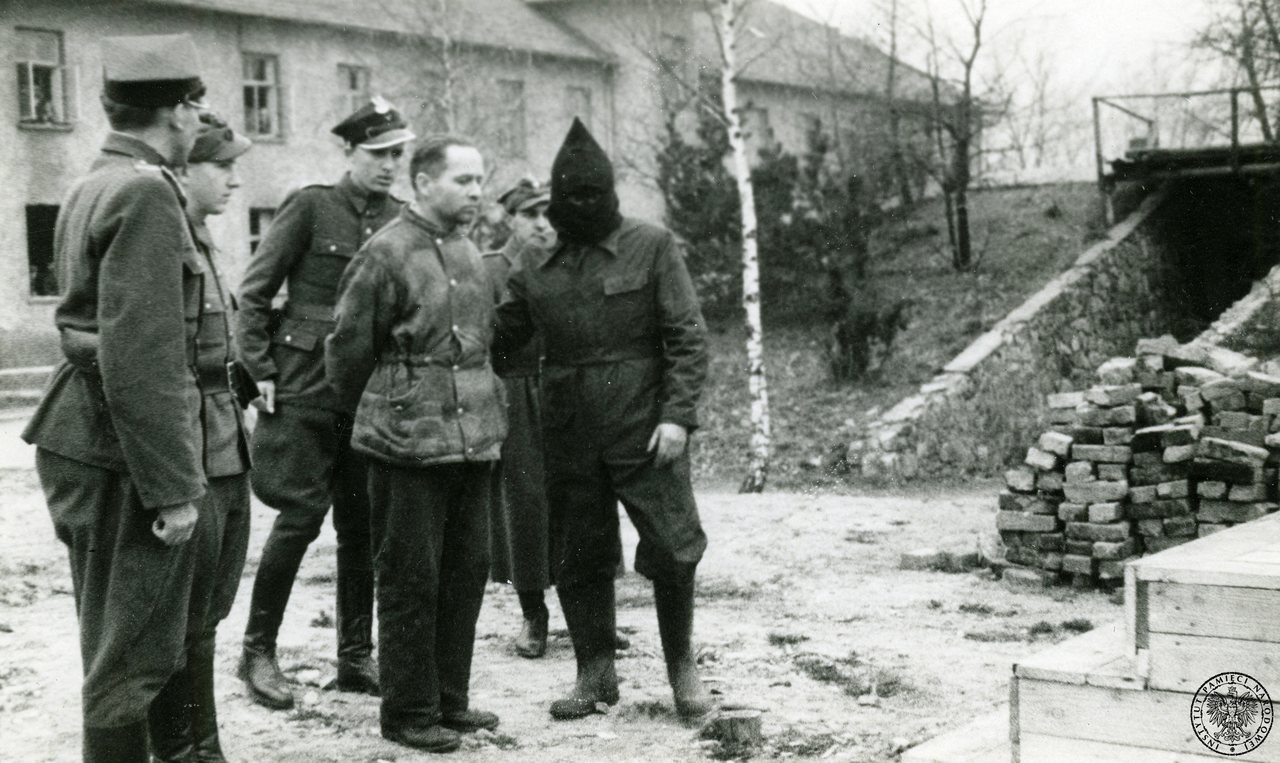
Rudolf Höß w drodze na szubienicę w obozie Auschwitz I
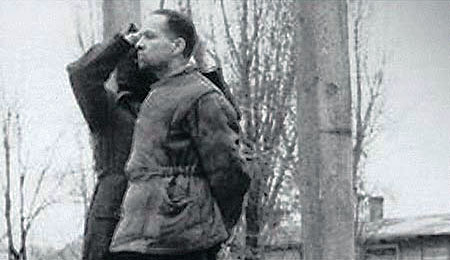
Rudolf Höß na chwilę przed powieszeniem
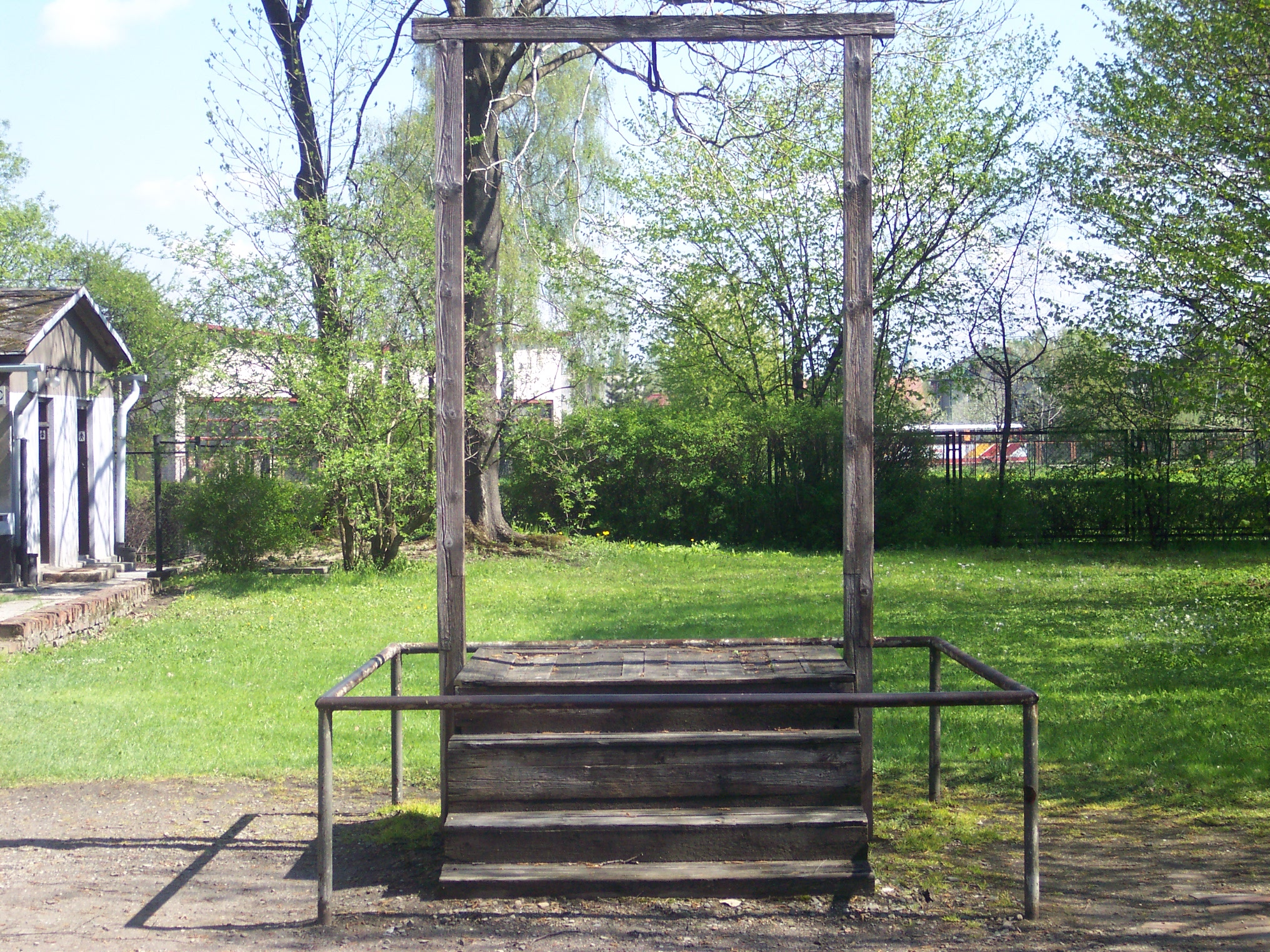
Szubienica na której stracono Rudolfa Hößa (Muzeum Auschwitz-Birkenau w Oświęcimiu)

## Awanse Rudolfa Hößa w SS
| SS-Anwärter                                   | kandydat do SS | 20 września 1933                                   |
| SS-Mann                                       | szeregowy      | 1 kwietnia 1934                                    |
| SS-Sturmmann                                  | kapral         | 20 kwietnia 1934                                   |
| SS-Unterscharführer                           | starszy kapral | 28 listopada 1934 lub 28 października 1934         |
| SS-Scharführer                                | plutonowy      | 1 kwietnia 1935                                    |
| SS-Oberscharführer                            |                | 1 lipca 1935                                       |
| SS-Gruppenscharführer lub SS-Hauptscharführer | sierżant       | 1 marca 1936                                       |
| SS-Untersturmführer                           | podporucznik   | 13 września 1936                                   |
| SS-Obersturmführer                            | porucznik      | 11 września 1938                                   |
| SS-Hauptsturmführer                           | kapitan        | 9 listopada 1938                                   |
| SS-Sturmbannführer                            | major          | 30 stycznia 1941 (20 stycznia zgłoszony do awansu) |
| SS-Obersturmbannführer                        | podpułkownik   | 18 lipca 1942                                      |

## Odznaczenia
Do ważniejszych odznaczeń otrzymanych przez Rudolfa Hößa należały:
- Krzyż Żelazny II klasy (17 lutego 1917),
- Żelazny Półksiężyc (6 października 1917),
- Medal Zasługi Wojskowej (19 grudnia 1917),
- Krzyż Żelazny I klasy (16 maja 1918),
- Honorowy Krzyż Kombatancki (1914–1918),
- Węgierski Kombatancki Medal Wojenny (1914–1918),
- Srebrna Odznaka dla Rannych (I wojna światowa),
- Krzyż Bałtycki I klasy (korpusy ochotnicze),
- Krzyż Bałtycki II klasy (korpusy ochotnicze),
- Odznaczenie za ośmioletnią służbę w SS,
- Medal Wojenny za odwagę II klasy,
- Pierścień honorowy SS,
- Miecz honorowy SS.

## W kulturze masowej

### Filmy
- Niemiecki film dokumentalny o Hößie: Aus einem deutschen Leben(inne języki) [Śmierć jest moim rzemiosłem] (1977), reż. Theodor Kotulla(inne języki)[177] wyprodukowany na podstawie powieści Roberta Merlego pod tym samym tytułem[178],
- polski spektakl telewizyjny oparty na oryginalnych dokumentach procesu Hößa: Proces Rudolfa Hoessa (1980), reż. Ryszard Ber[179],
- dramat wojenny Amen. (2002), reż. Costa-Gavras – jako jeden z drugoplanowych antagonistów; w jego postać wcielił się Sebastian Koch[180].
- dramat Strefa interesów (2023), reż. Jonathan Glazer – jako pierwszoplanowy bohater; w jego rolę wcielił się Christian Friedel[181].

### Literatura
Rudolf Höß jest jedną z postaci historycznych, które spotyka na swej drodze główny bohater powieści Łaskawe autorstwa Jonathana Littella. W powieści Williama Styrona Wybór Zofii Höß pojawia się we wspomnieniach tytułowej bohaterki z okresu jej uwięzienia w obozie koncentracyjnym Auschwitz-Birkenau. Wywiady, które amerykański psycholog Gustave Gilbert odbył z Höß w pierwszym procesie norymberskim zostały opublikowane jako Dziennik norymberski. Na  podstawie wywiadów przeprowadzonych przez Gilberta Robert Merle napisał powieść La mort est mon métier (Śmierć jest moim rzemiosłem).